# Biserica de lemn din Petelea

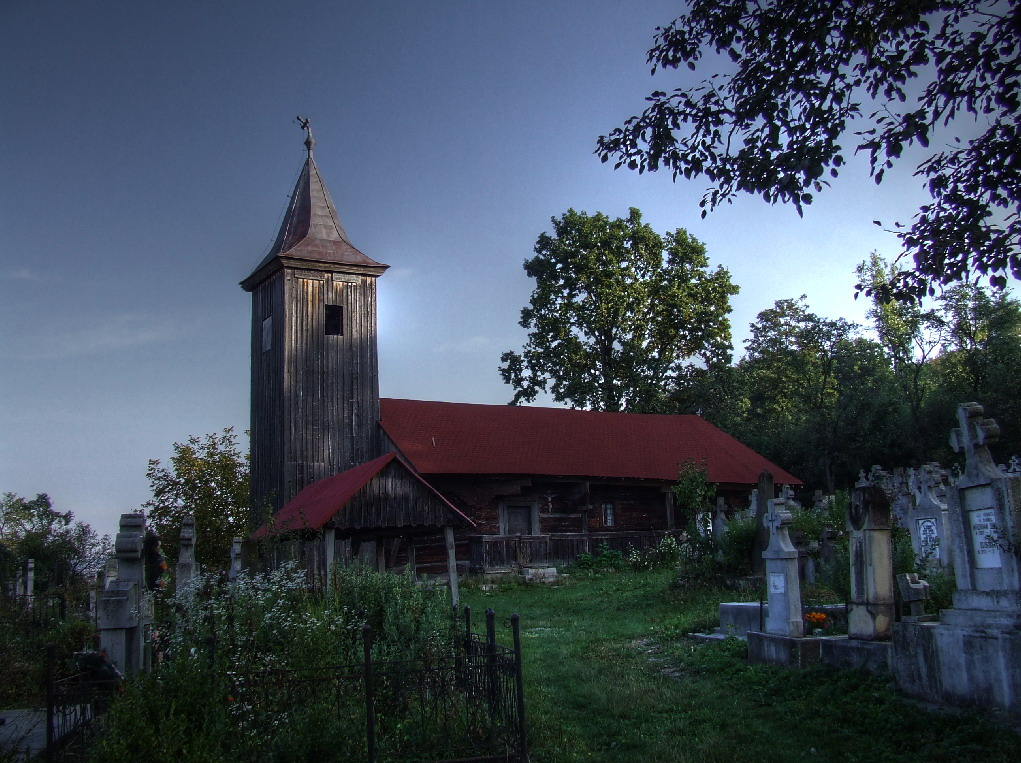
Biserica de lemn din Petelea, vedere de ansamblu, sept. 2008

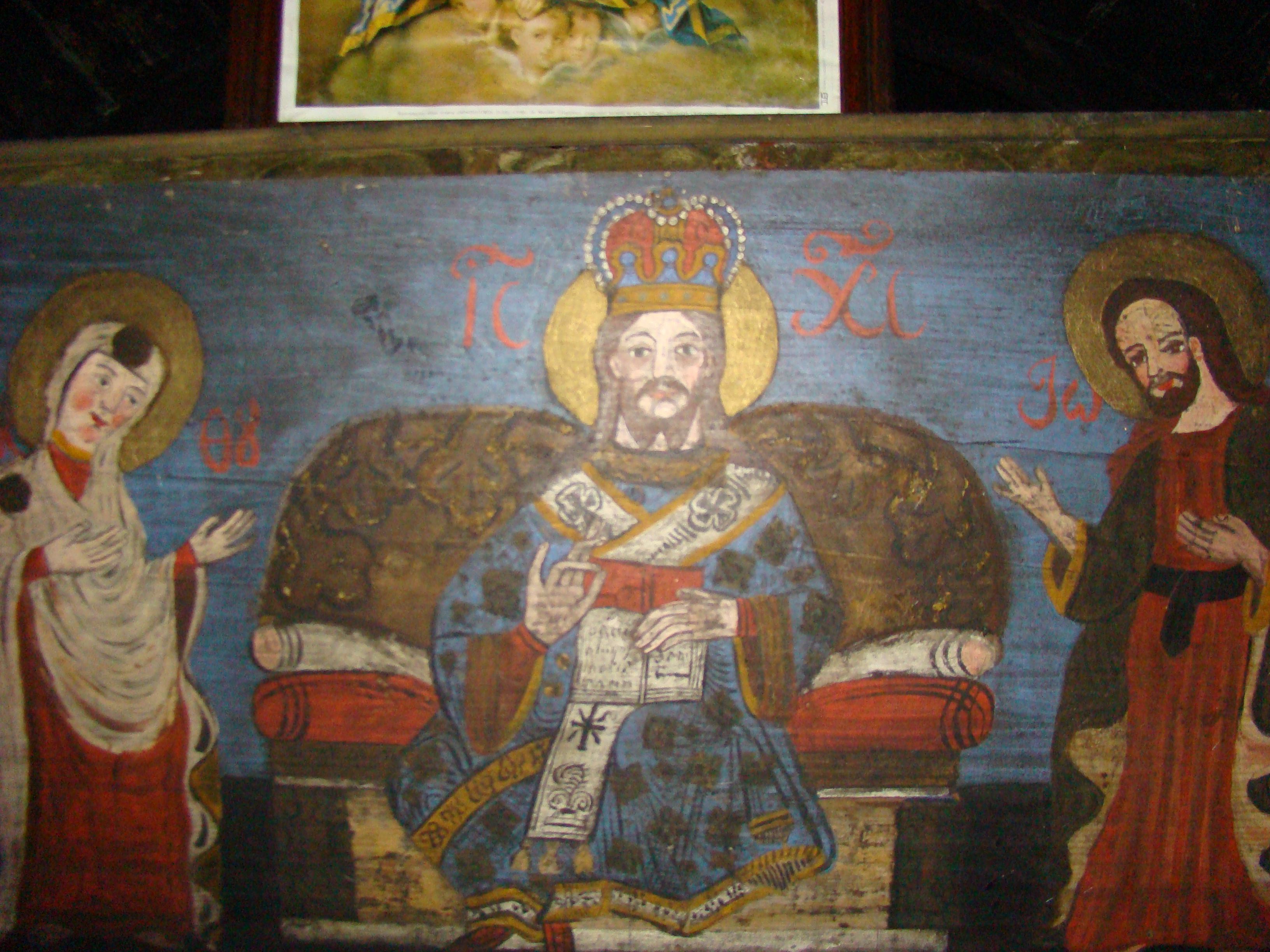

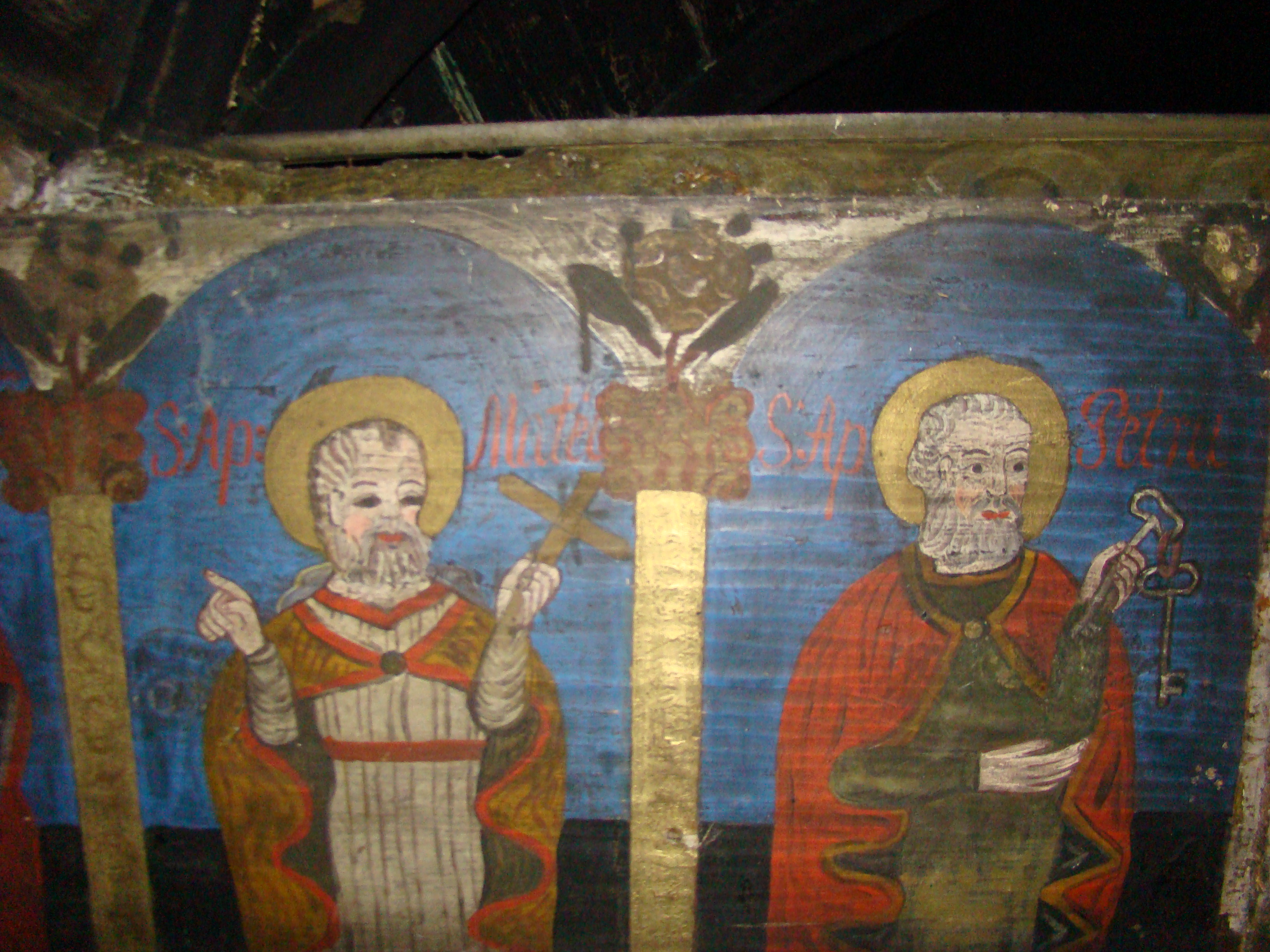

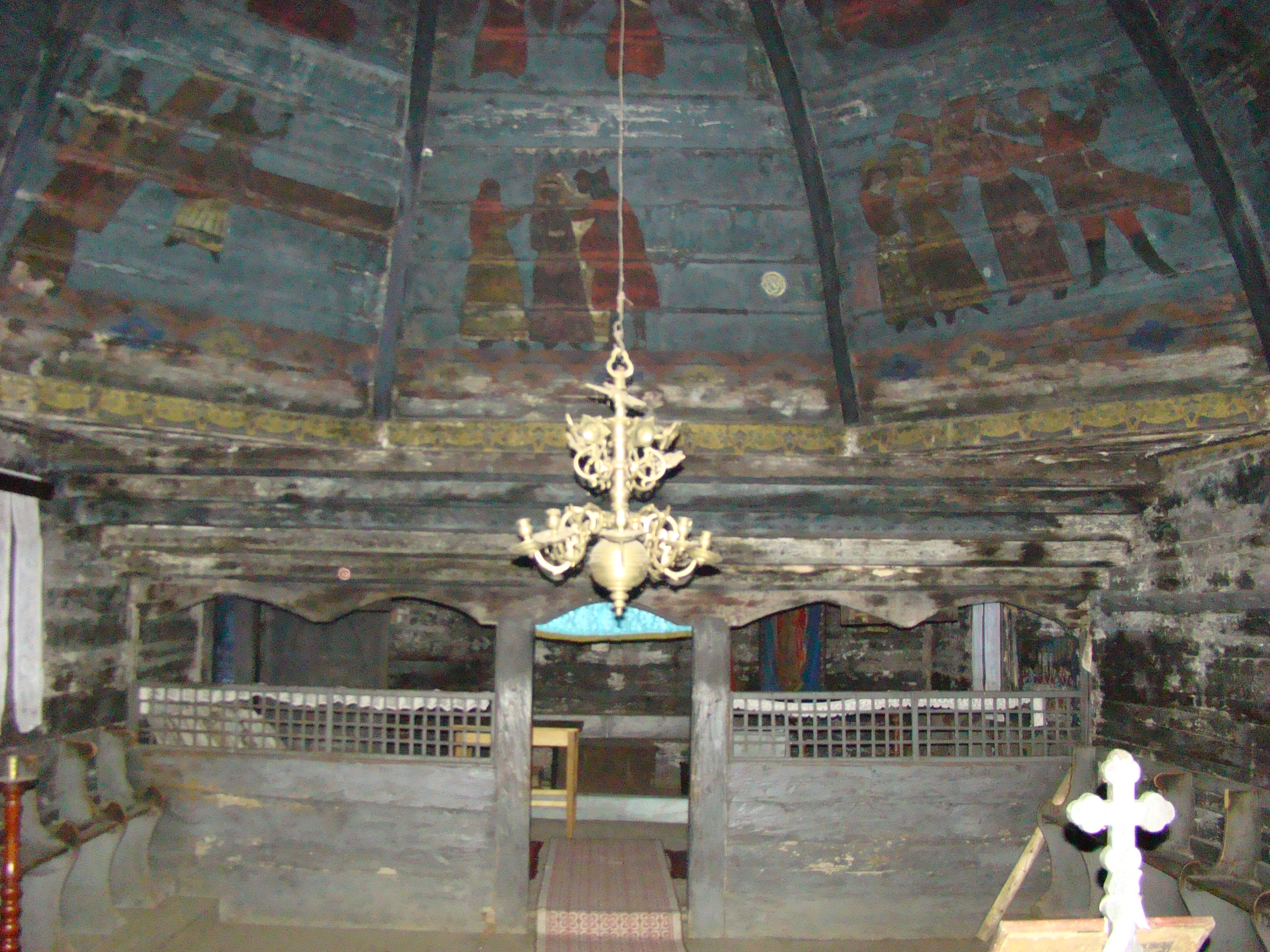

Biserica de lemn din Petelea, comuna Petelea, județul Mureș, datează din anul 1791. Are hramul „Sfinții Arhangheli”. Biserica se află pe noua listă a monumentelor istorice sub codul LMI:  MS-II-a-B-15753.

## Istoric
Biserica ortodoxă, construită din lemn, cu picturi pe pânză executate de zugravul Mare din Reghin, a fost construită în 1832 pe locul altei biserici din lemn ridicată la 1750 și vândută la Oarba de Mureș. A fost restaurată în 1962, când i s-a construit turnul cu clopote și în 1992 când s-a turnat beton la baza clopotniței. Păstrează un clopot de 20 kg. din 1750, dăruit de baronul Bornemisza și un clopot din secolul al XIX-lea. Parohia a fost înființată pe la 1700, fiind la origine greco-catolică până în 1948. Păstrează 14 cărți de cult cu valoare istorică și documentară, din care un Liturghier-Blaj 1756 a aparținut bisericii din Urisiul de Jos. Preoții ce au slujit la biserică au fost Laszlo Daniel, Vasile Pop, Branea Gavril sr., Iosif Pop, I. Ilioviciu, I. Romanțianu, Gregoriu Ilie, Gavril Branea jr., I. Jeleriu, Păcurar Remus și Ionel Pușcaș. 
Între 1991-1996 s-a ridicat noua biserică ortodoxă cu hramul „Înălțarea Domnului”. Pe 19 mai 1991 s-a sfințit locul bisericii în prezența episcopului Andrei, iar în decembrie 1996 s-a făcut prima slujbă. Biserica Ortodoxă a fost sfințită la data de 27 septembrie 1998 de către P.S. Andrei Arhiepiscop de Alba Iulia, P.C. preot Teodor Beldeanu - protopop de Reghin și un sobor de preoți. Lucrările de edificare a bisericii au fost conduse de către preotul Ionel Pușcaș ajutat de Consiliul Parohial.

## Imagini din interior

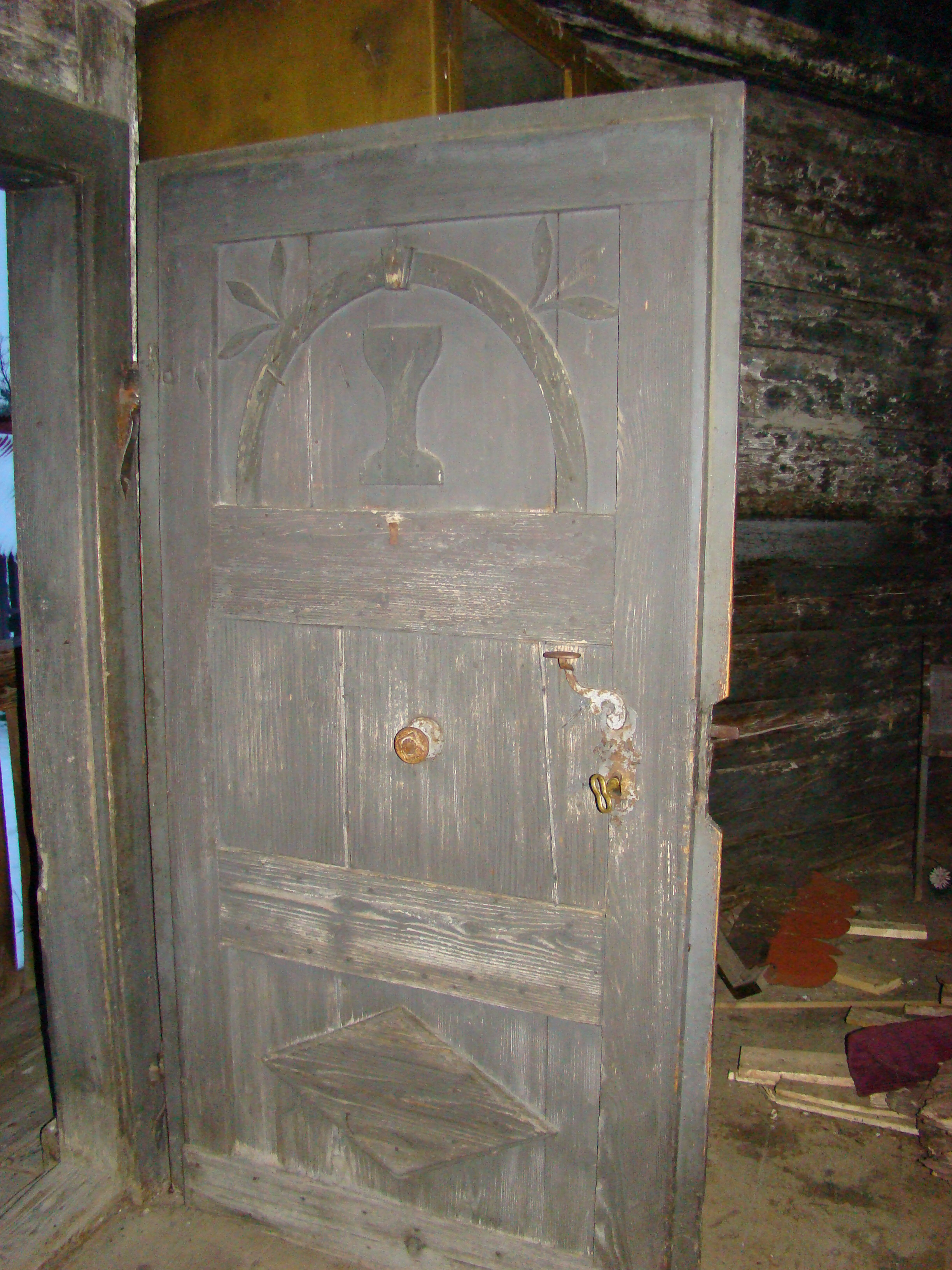
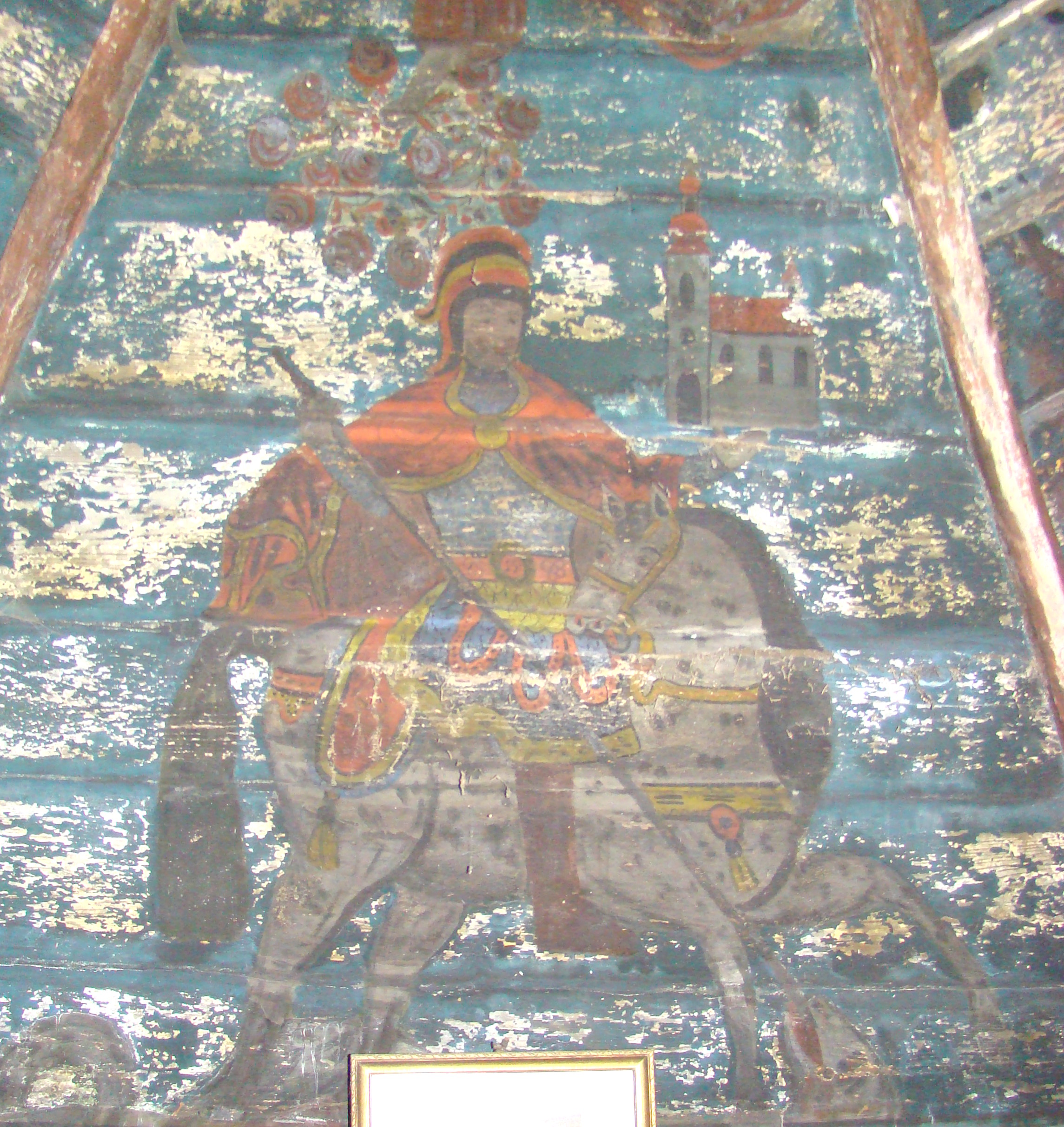
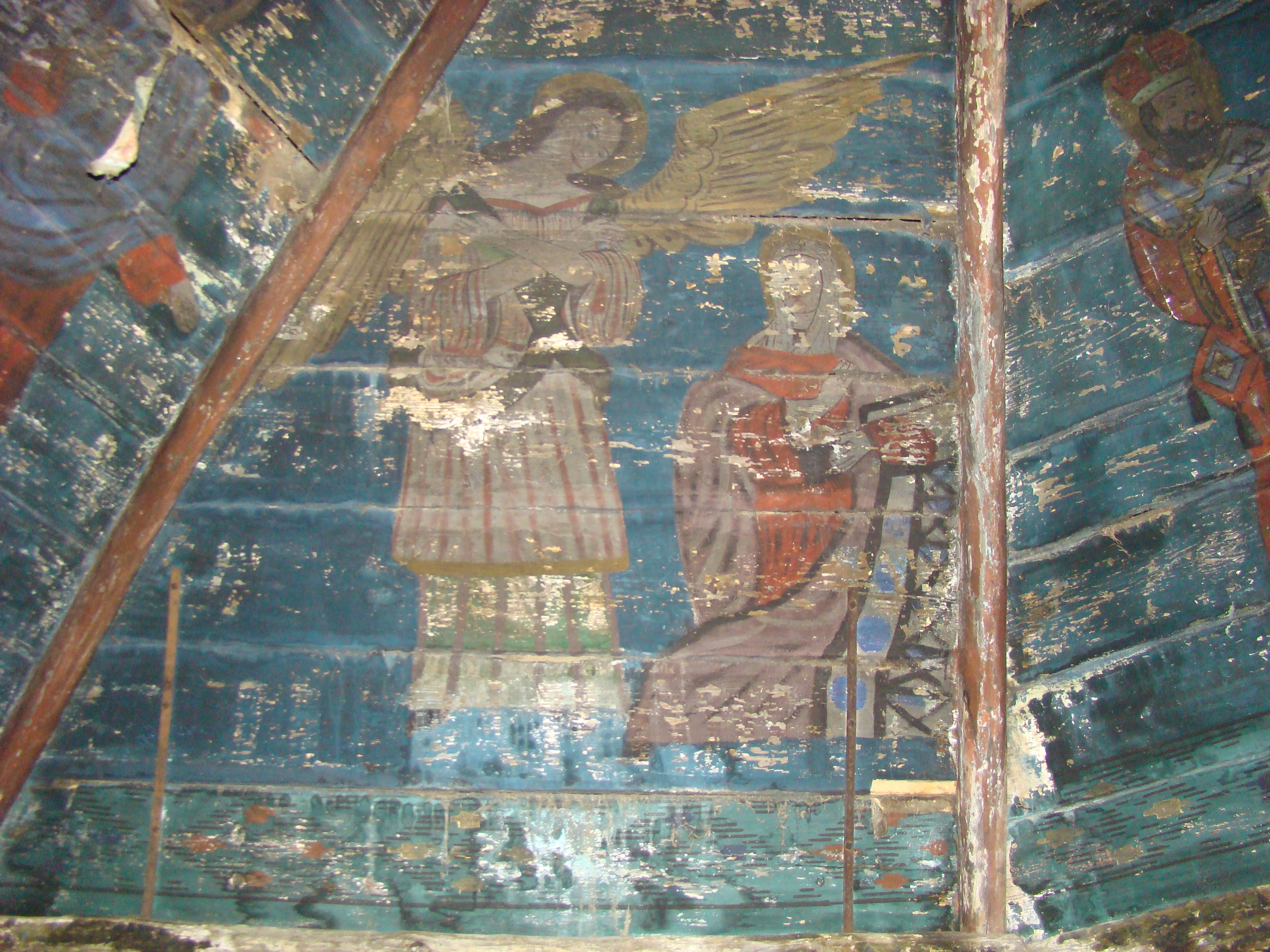
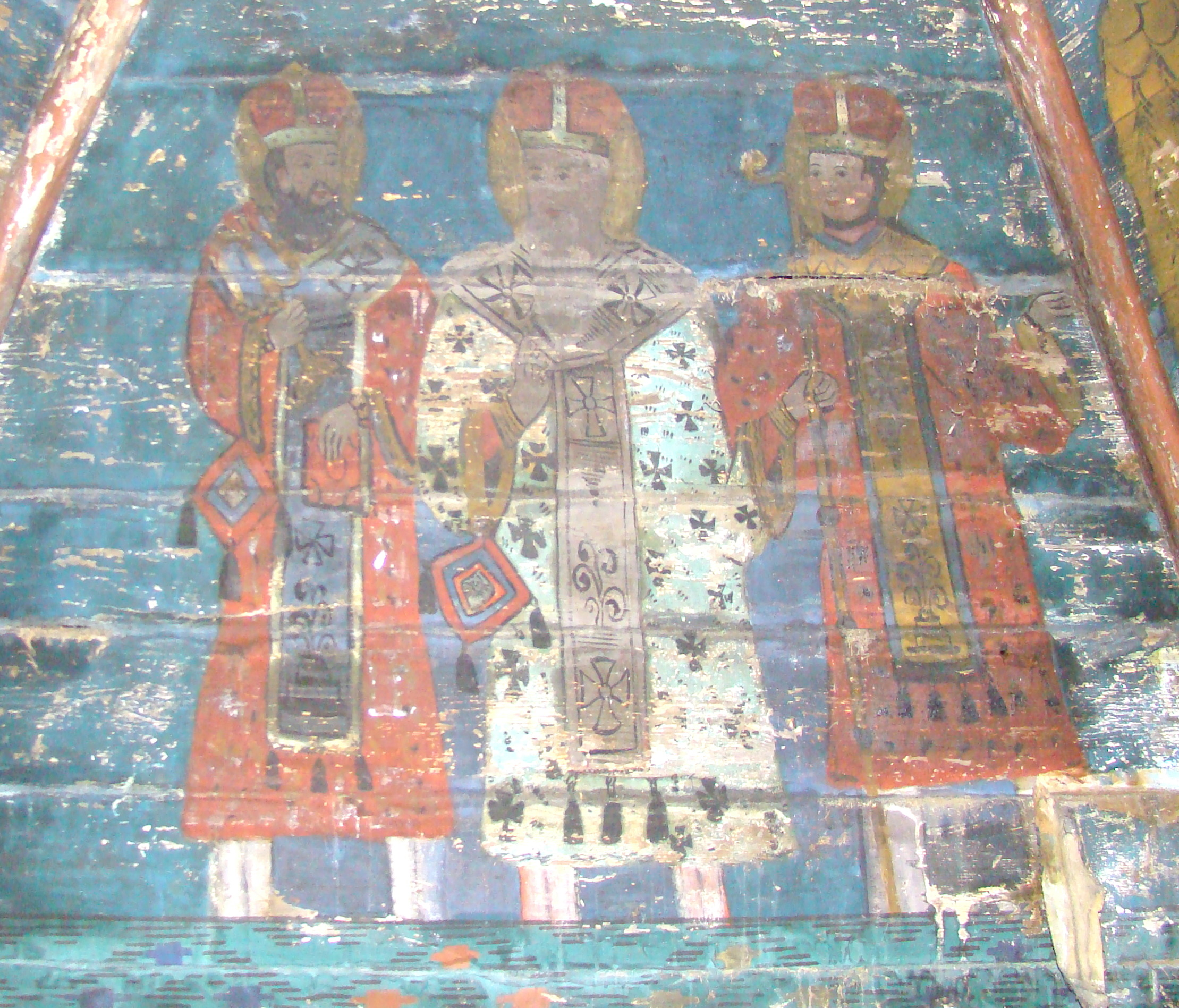
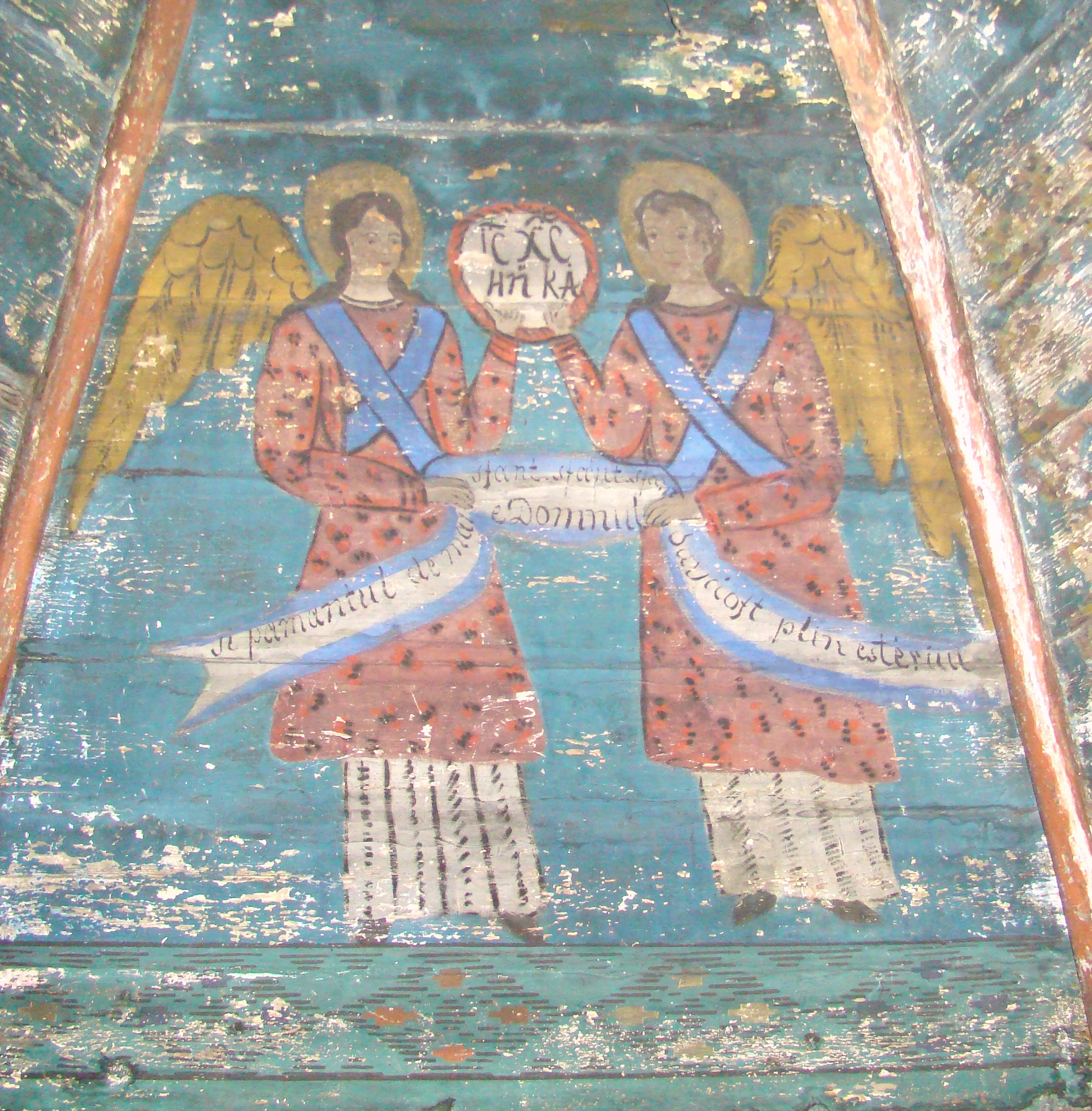
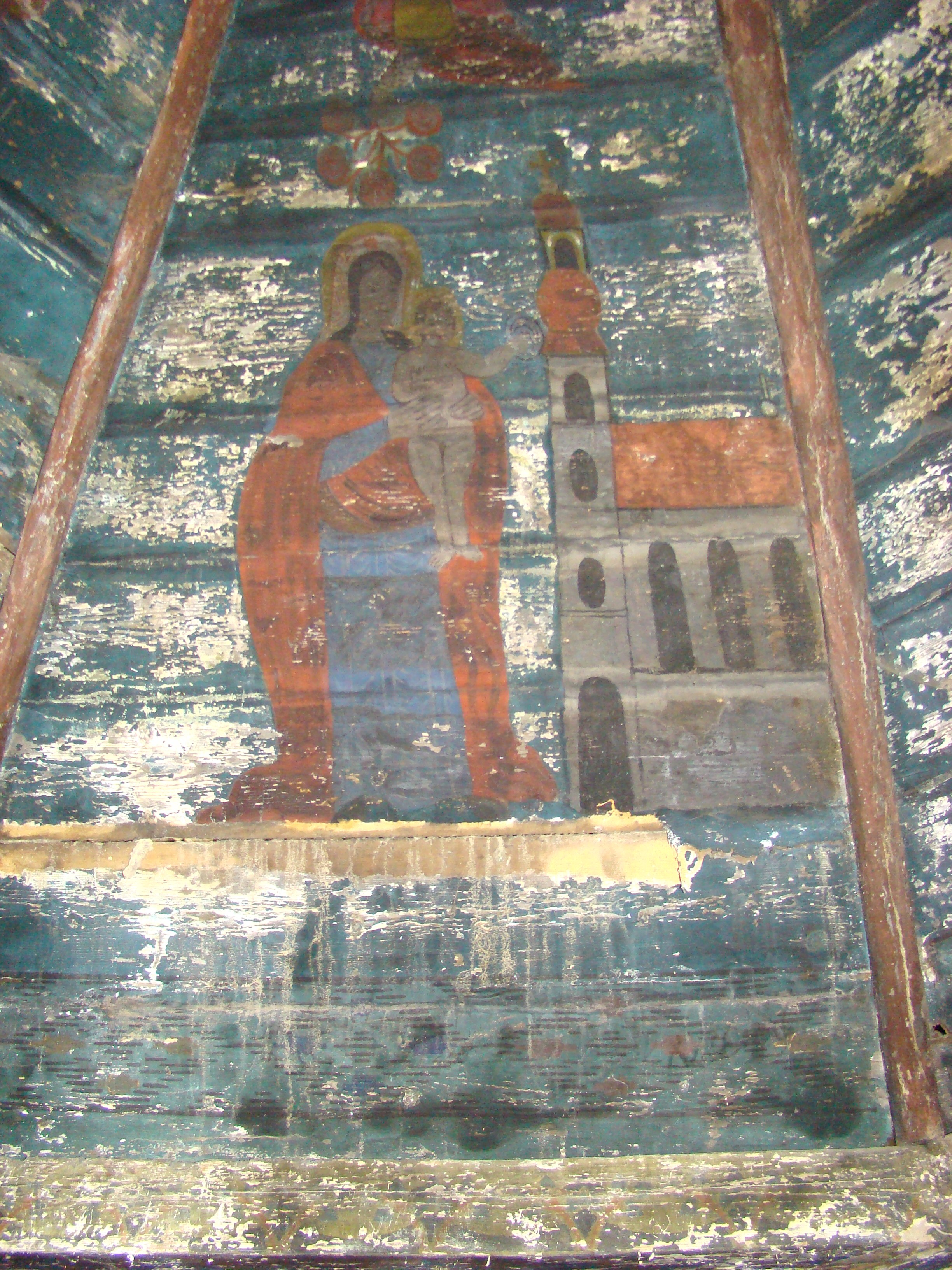
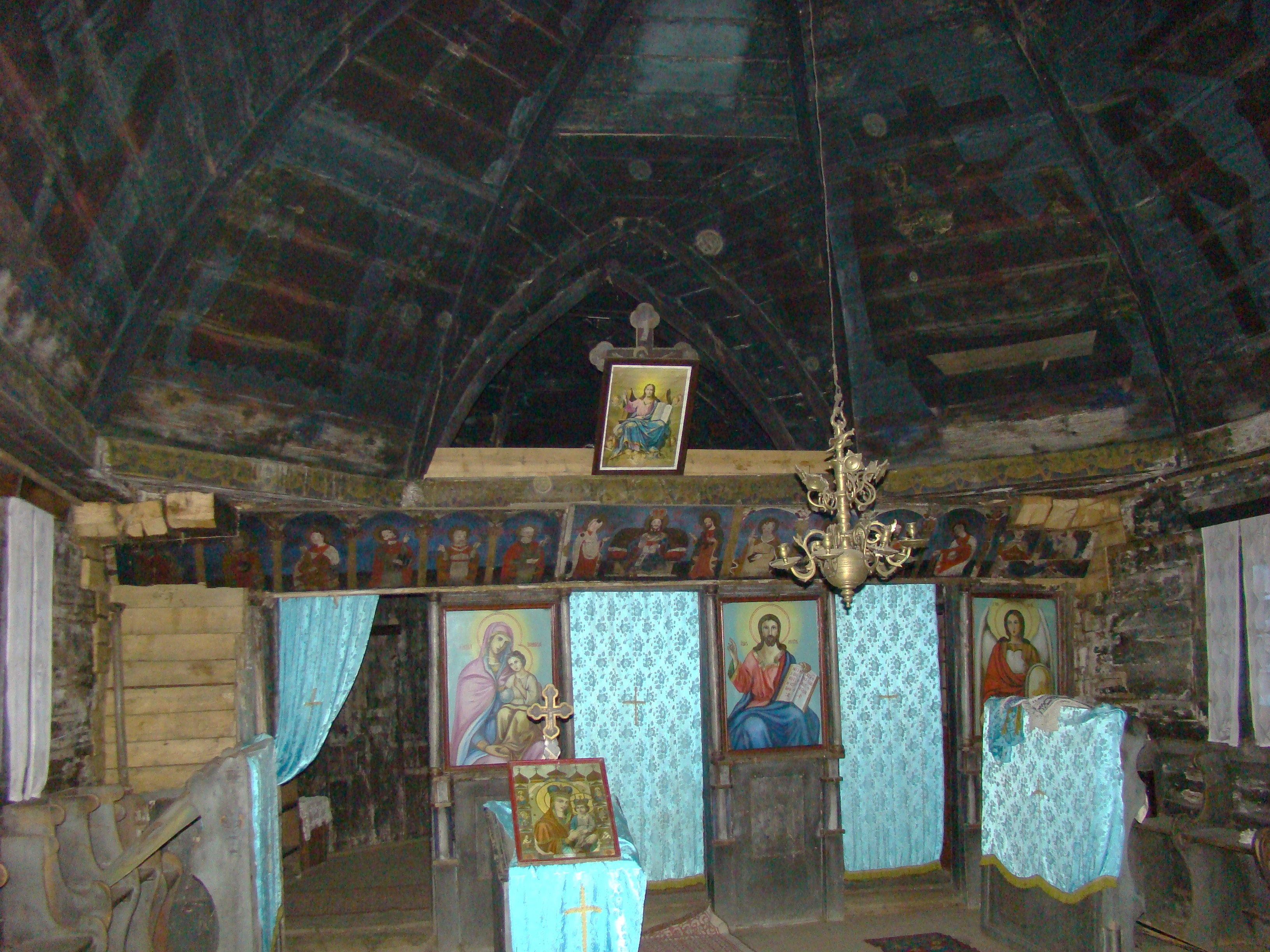
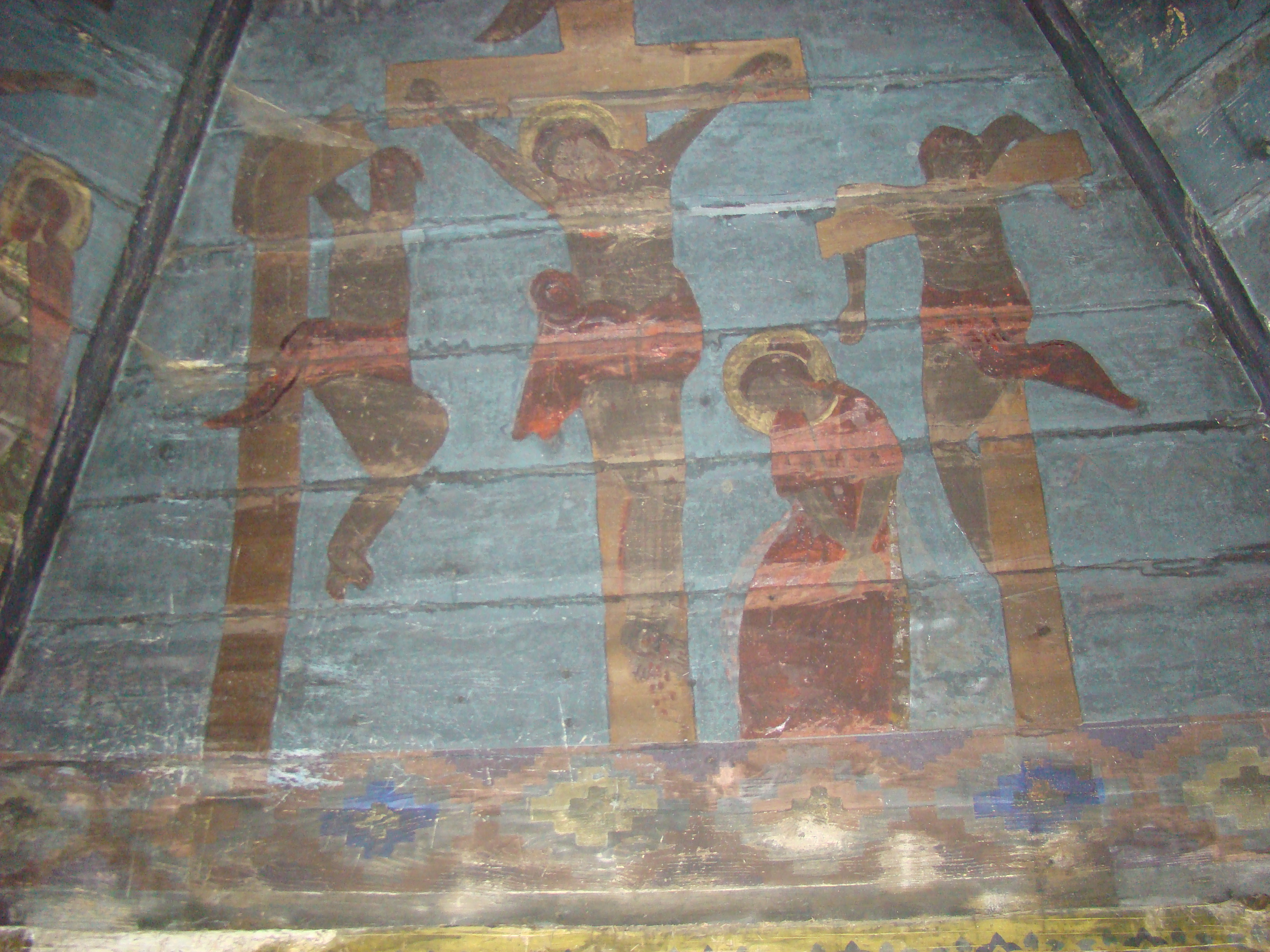
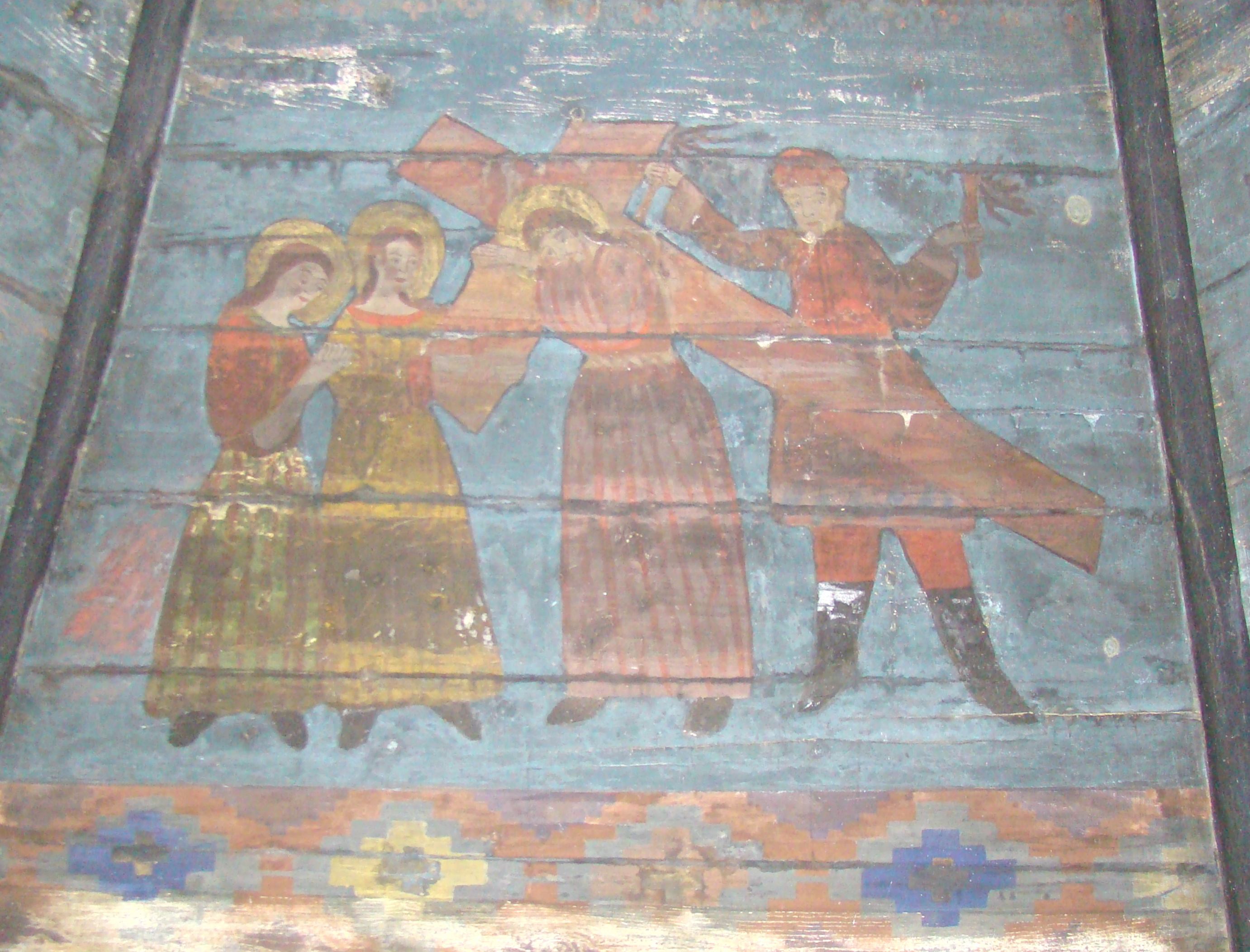
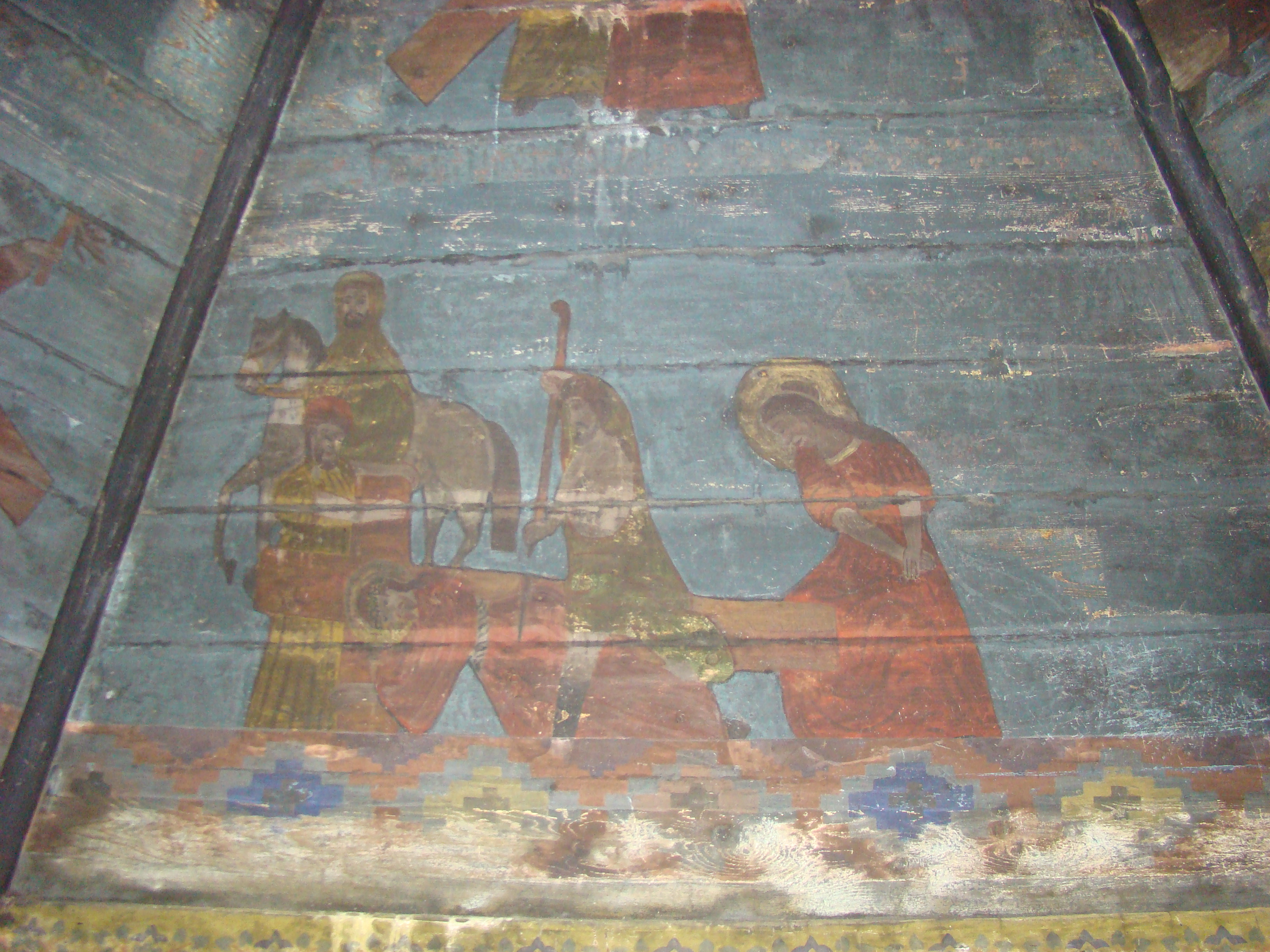
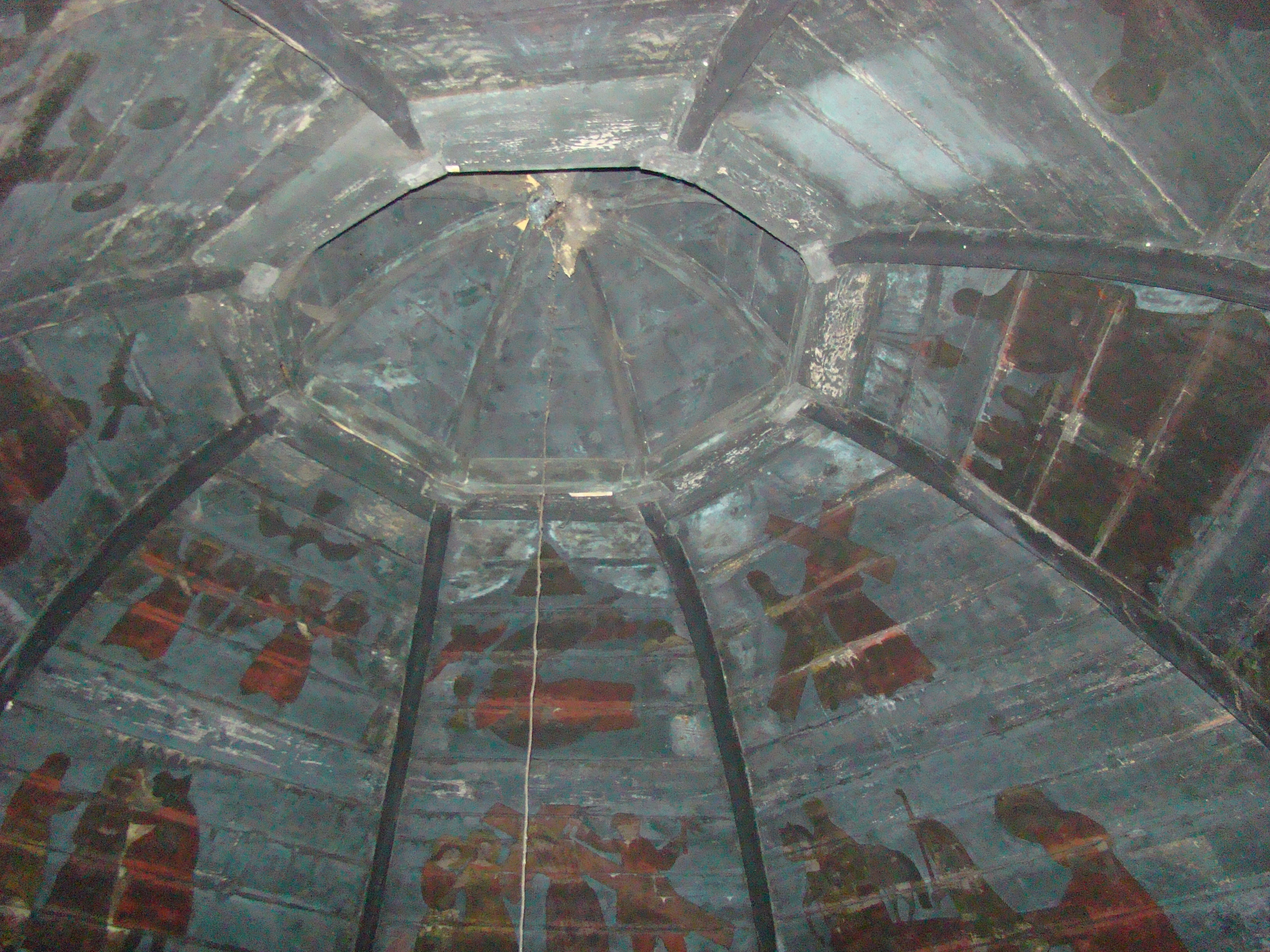
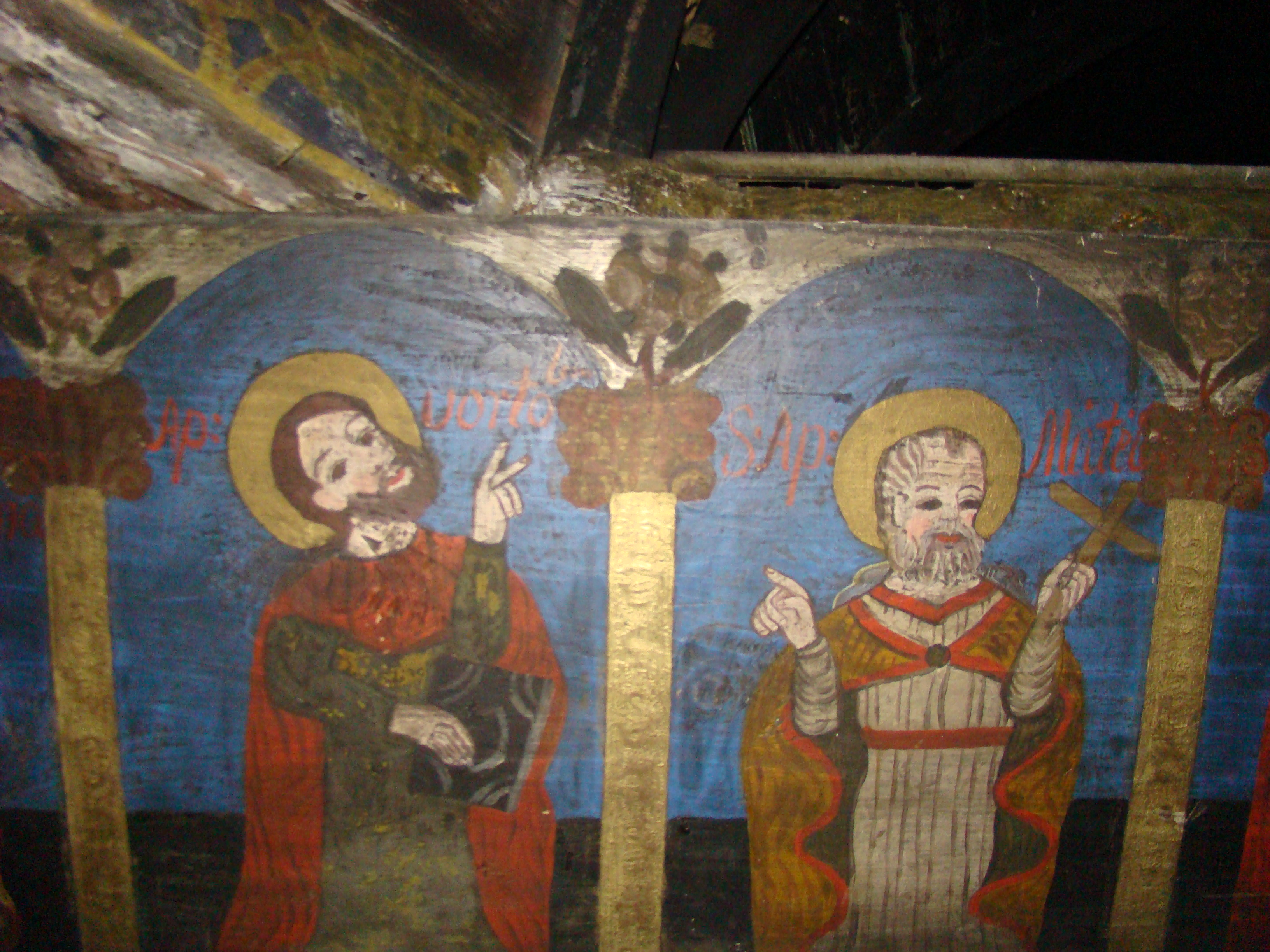
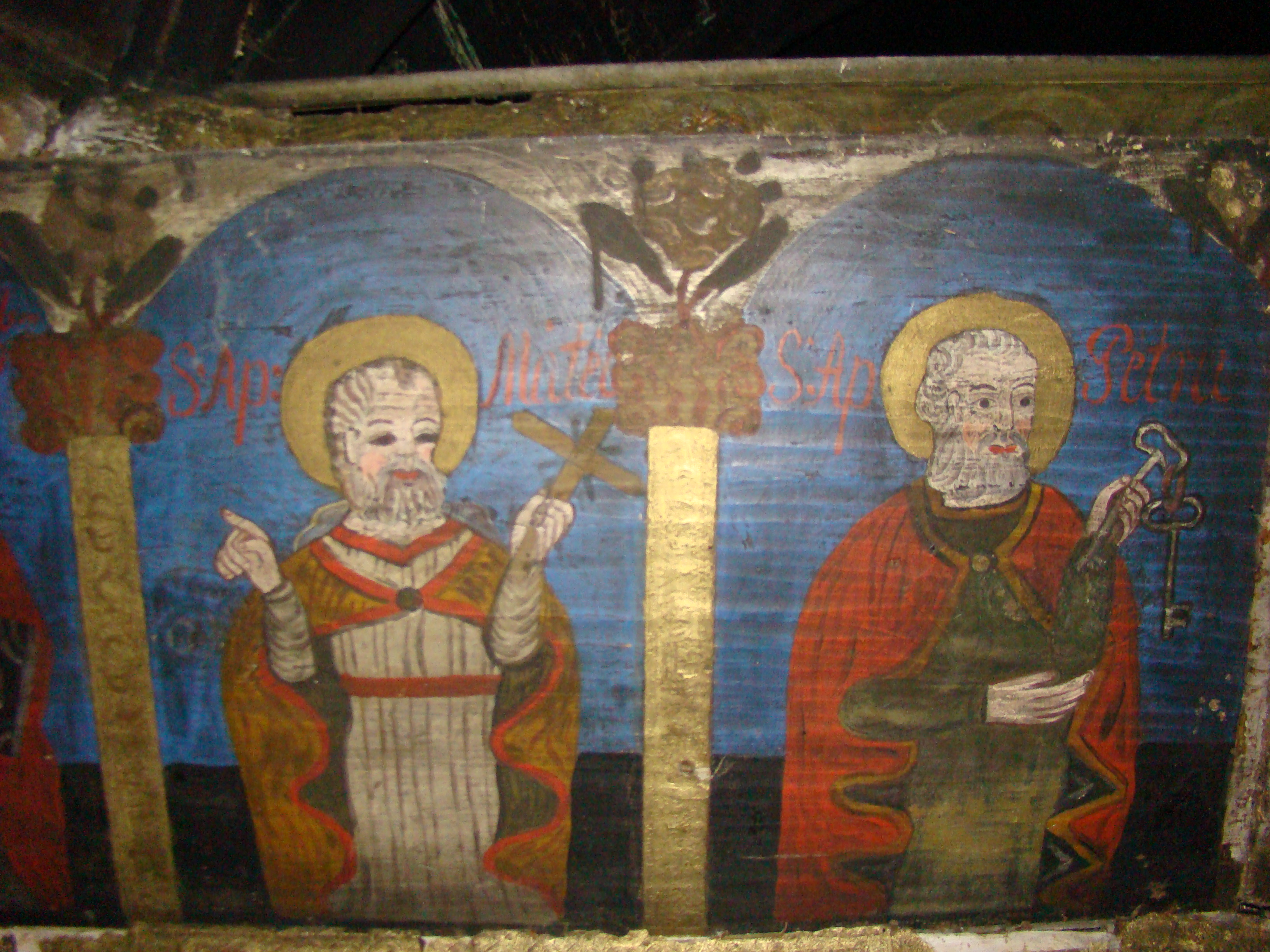
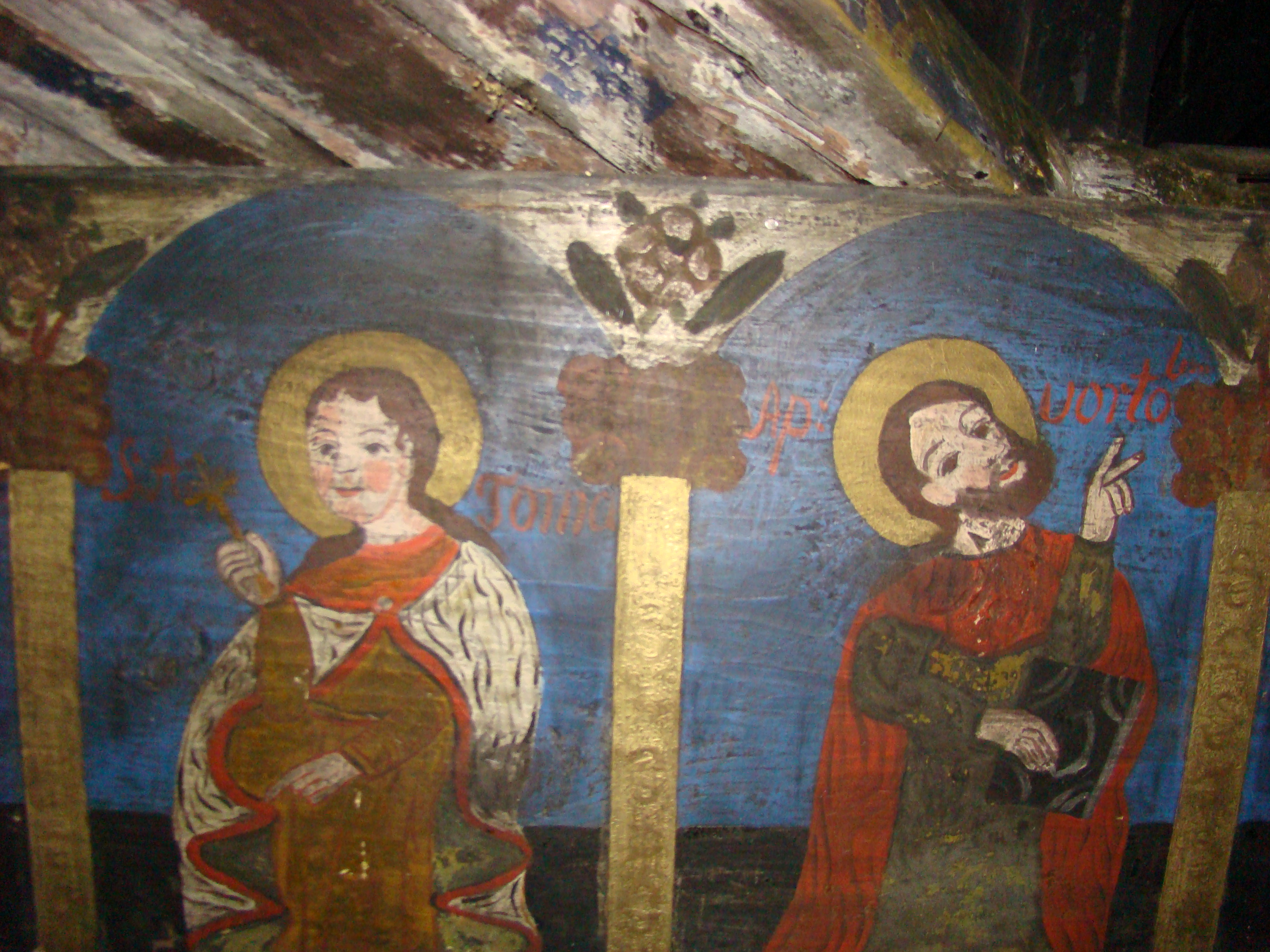
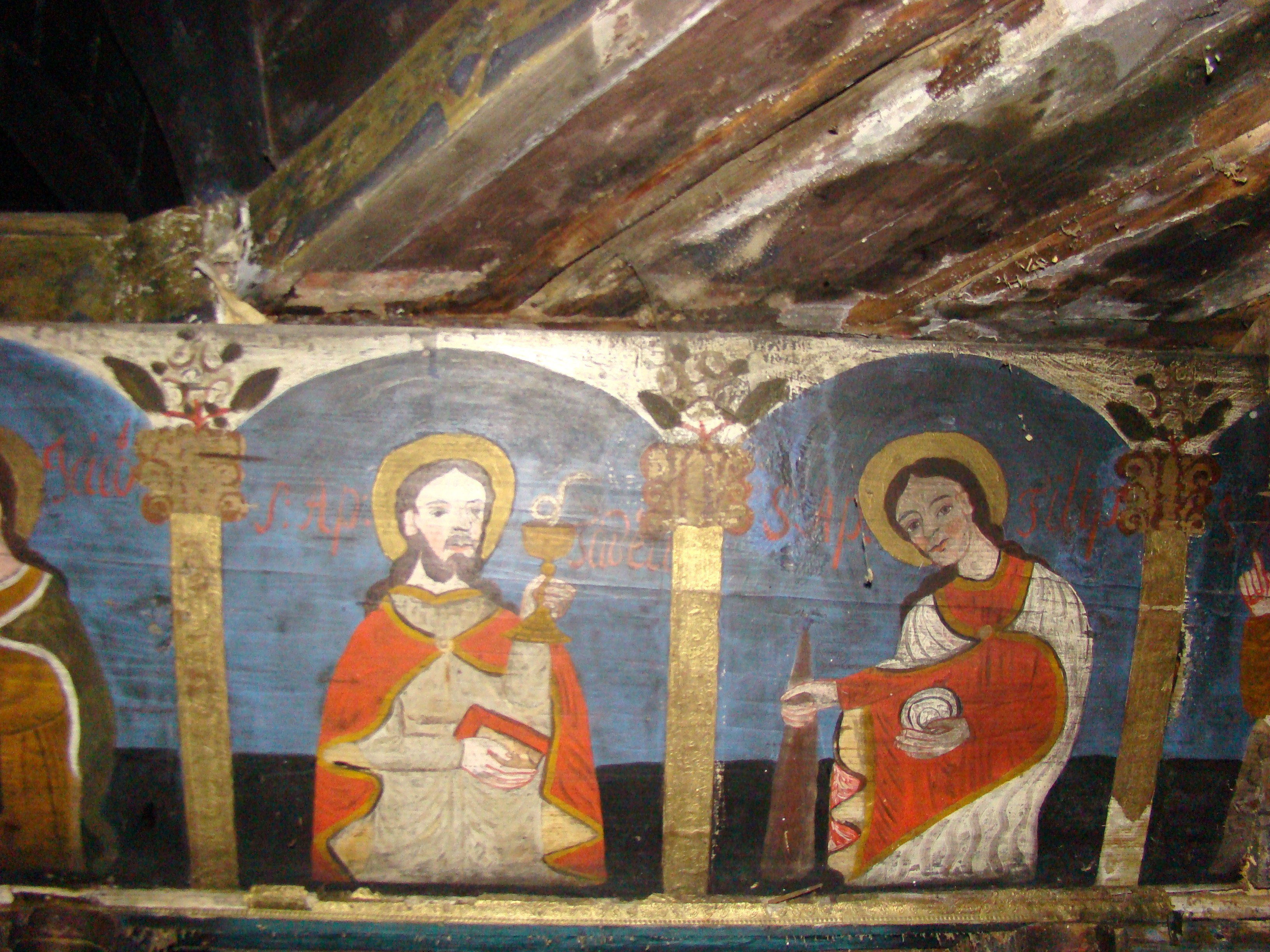
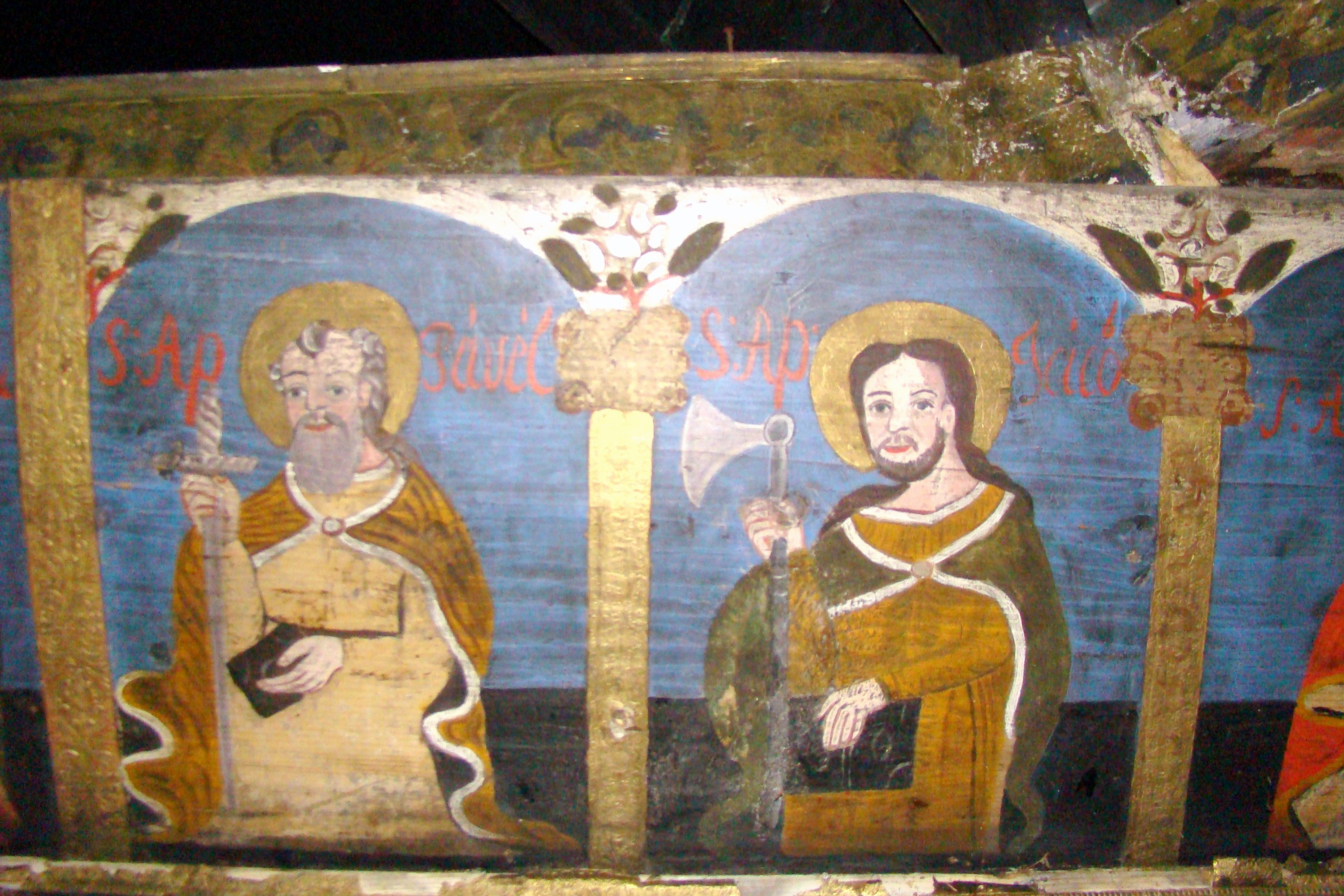
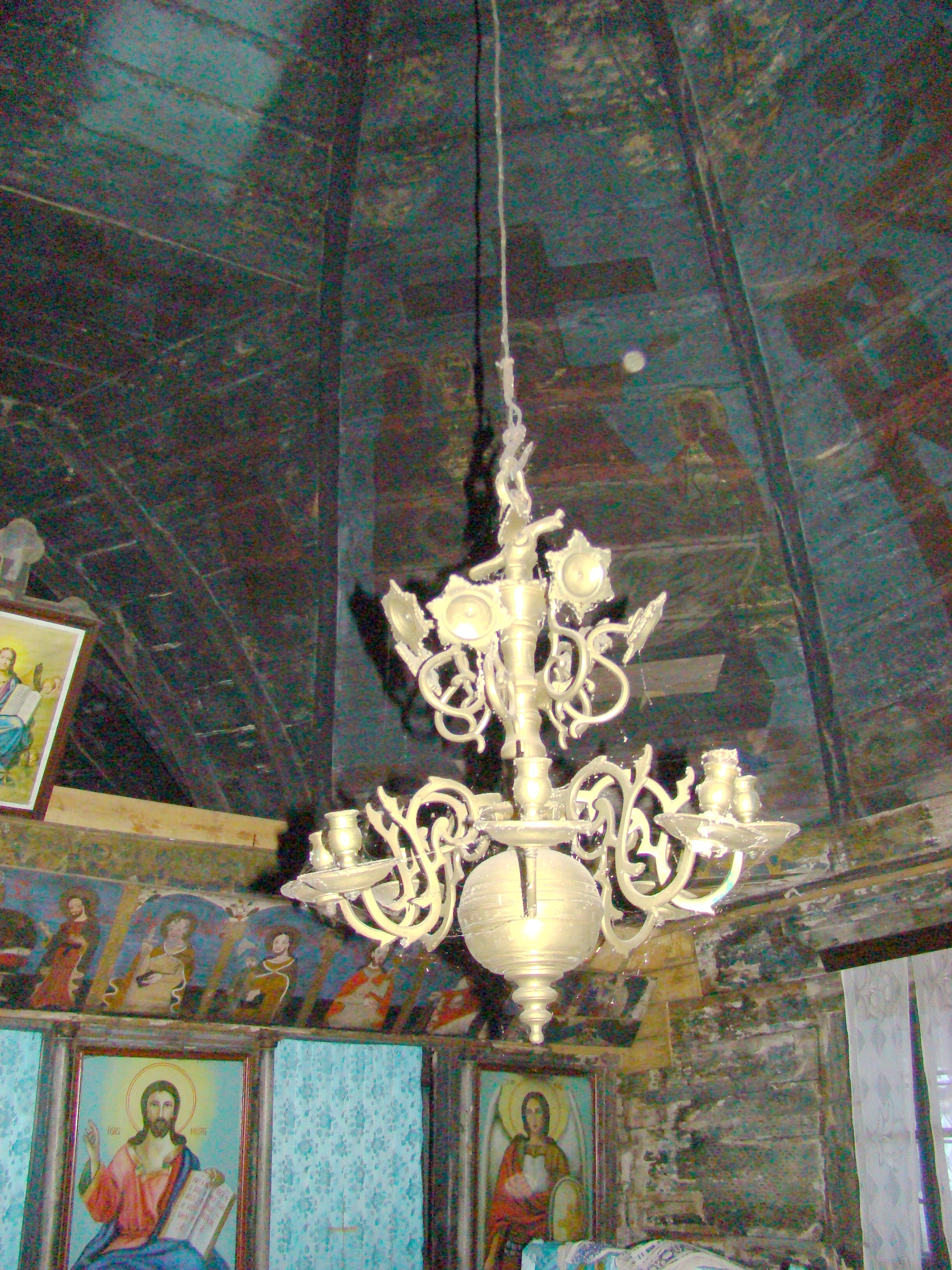
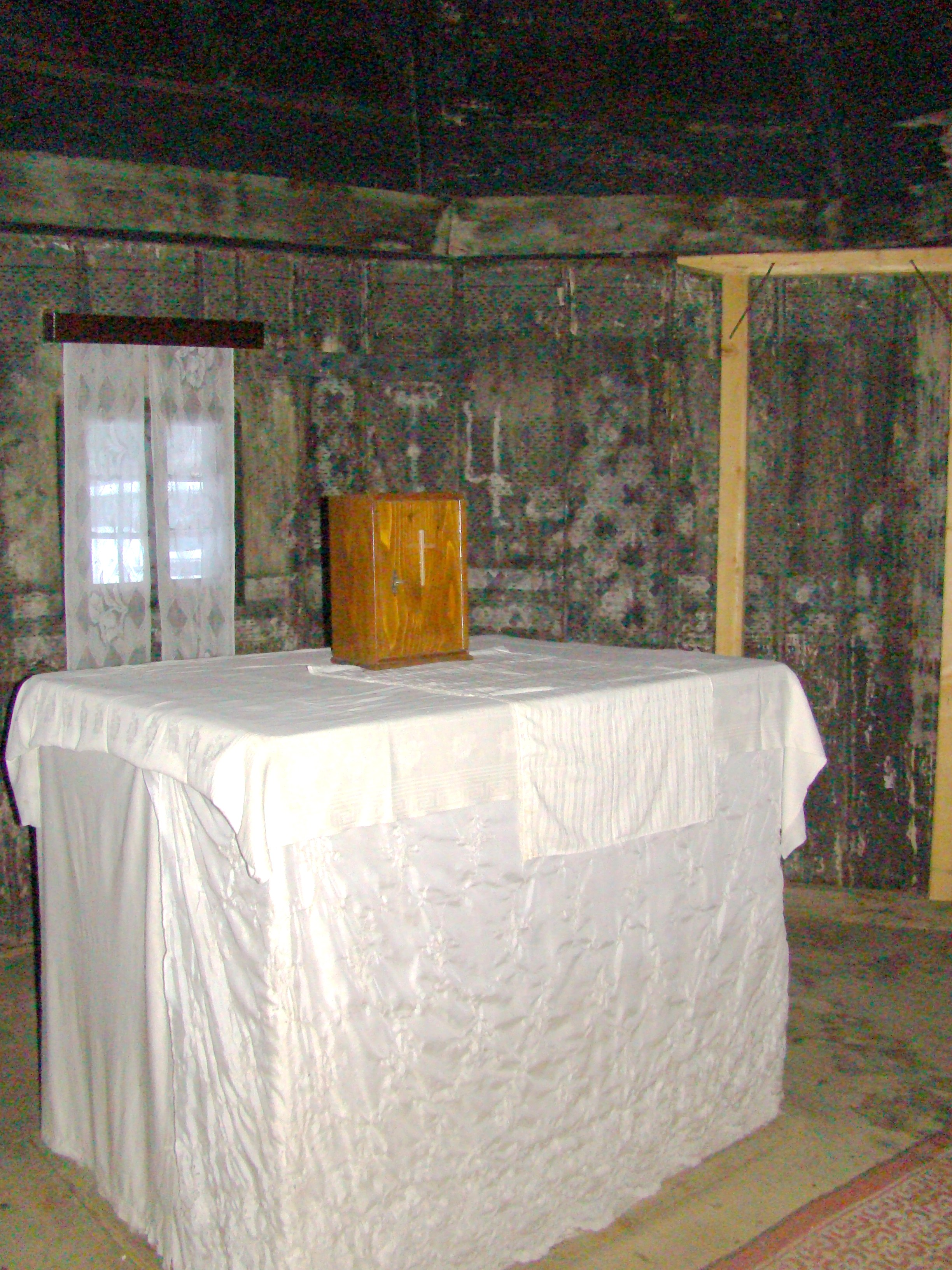
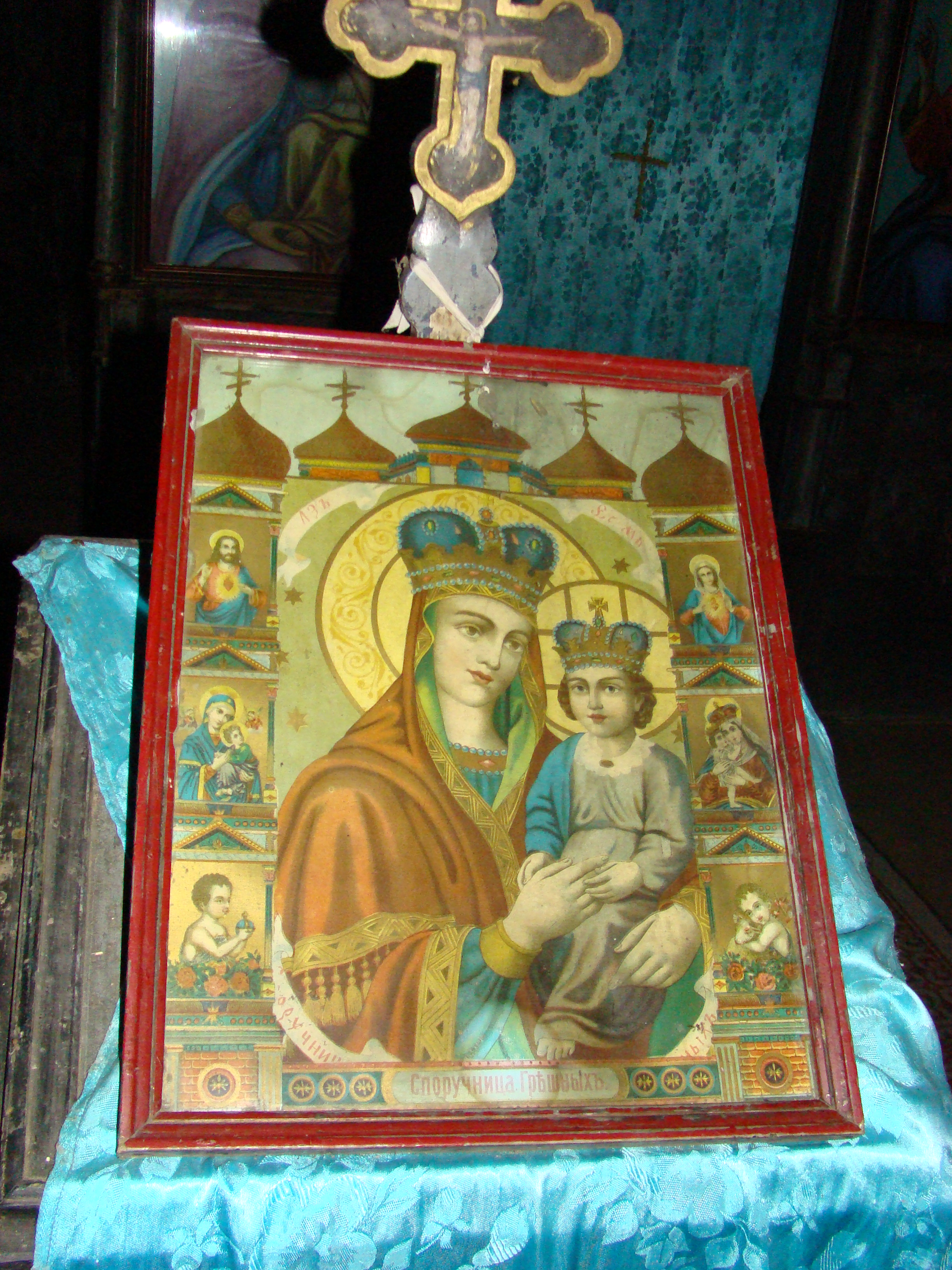
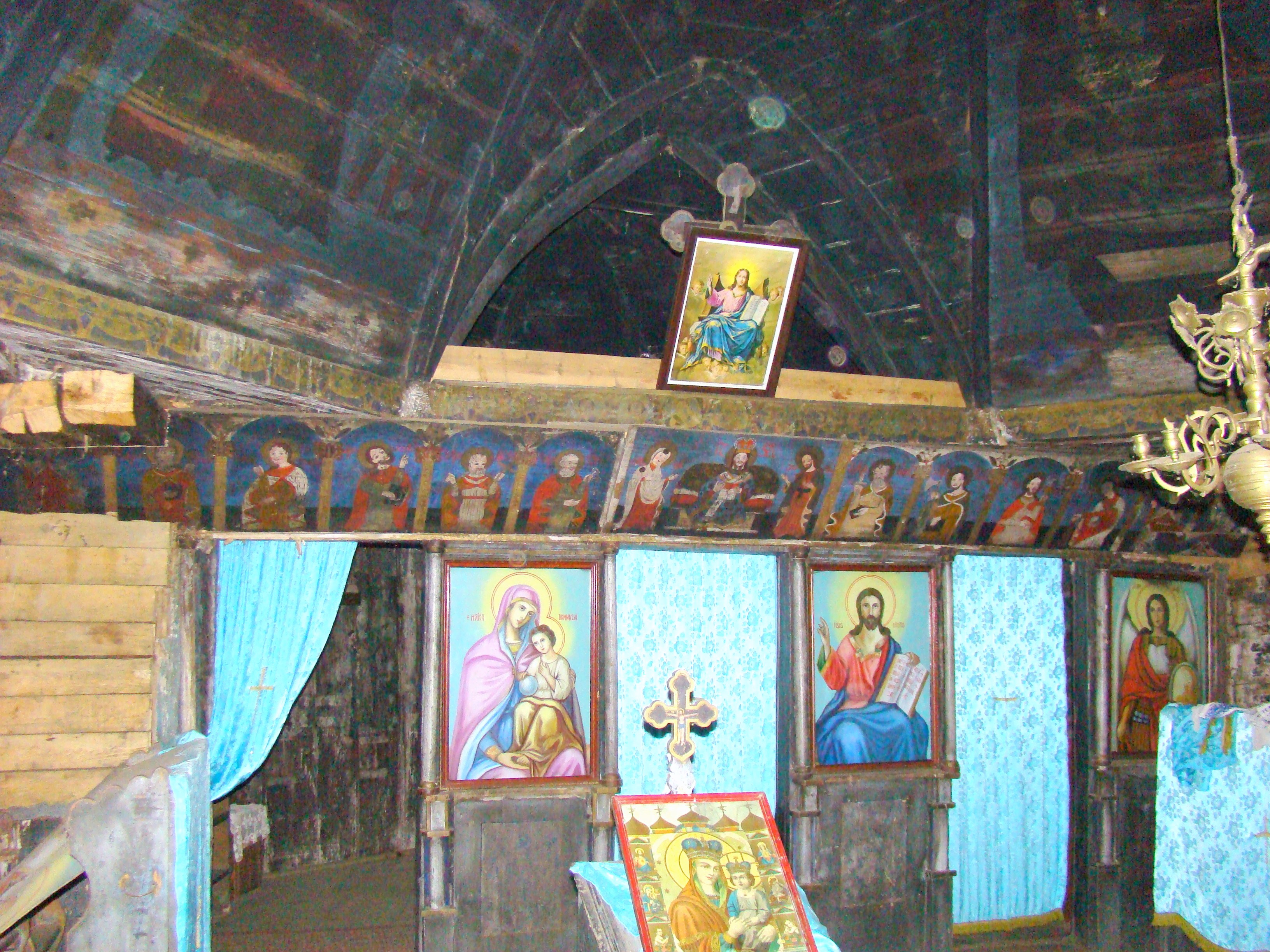

## Imagini din exterior

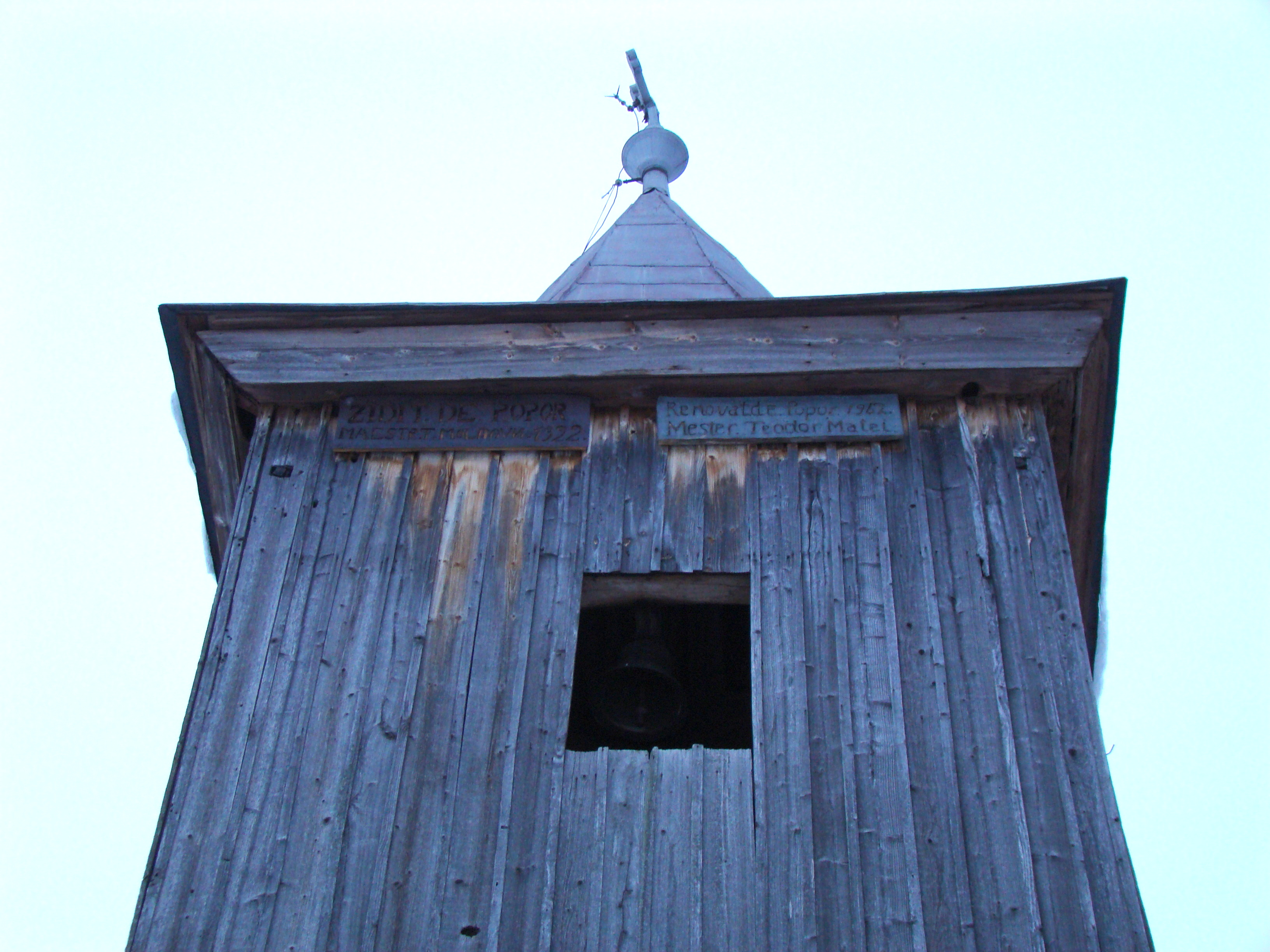
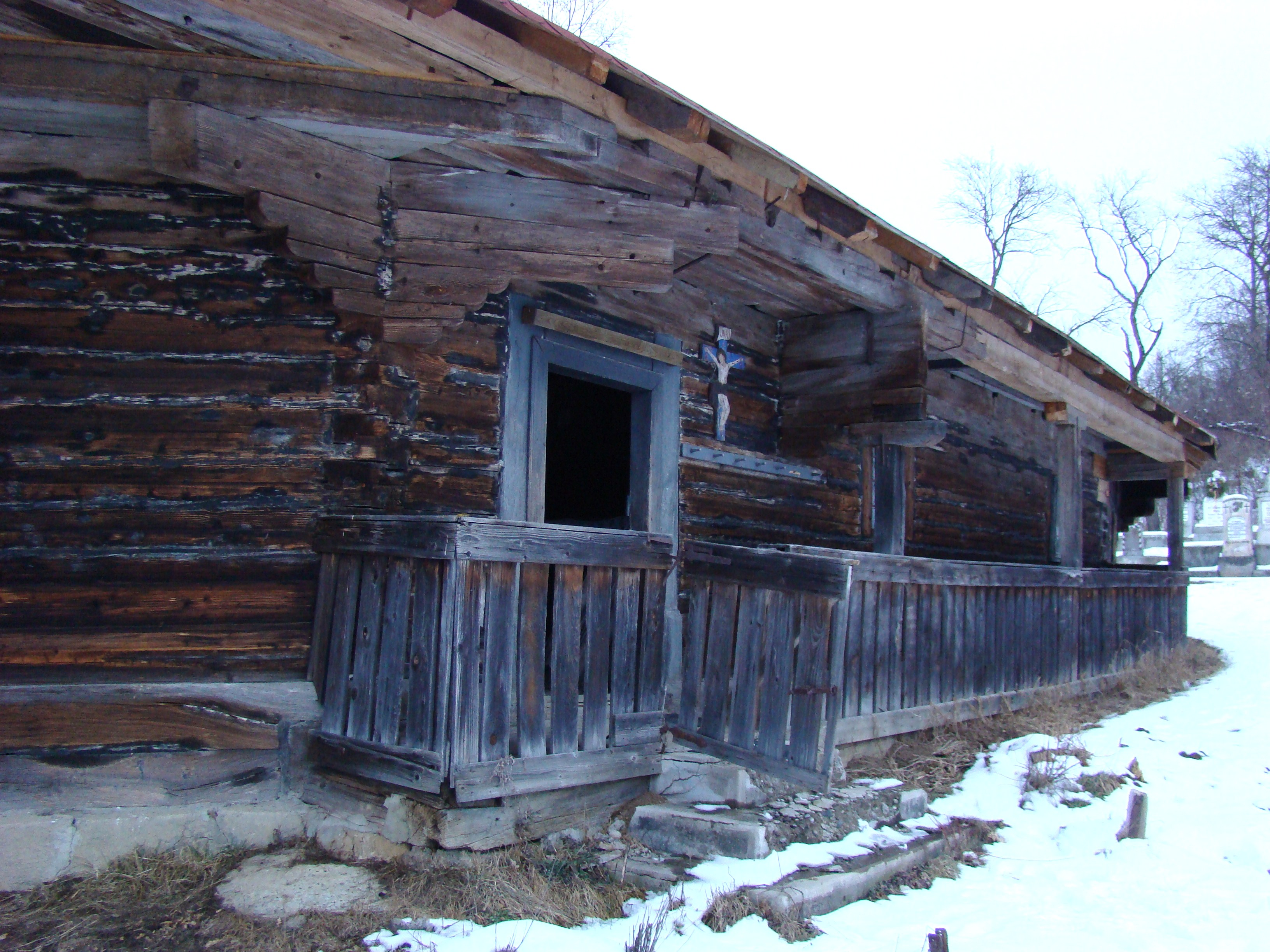
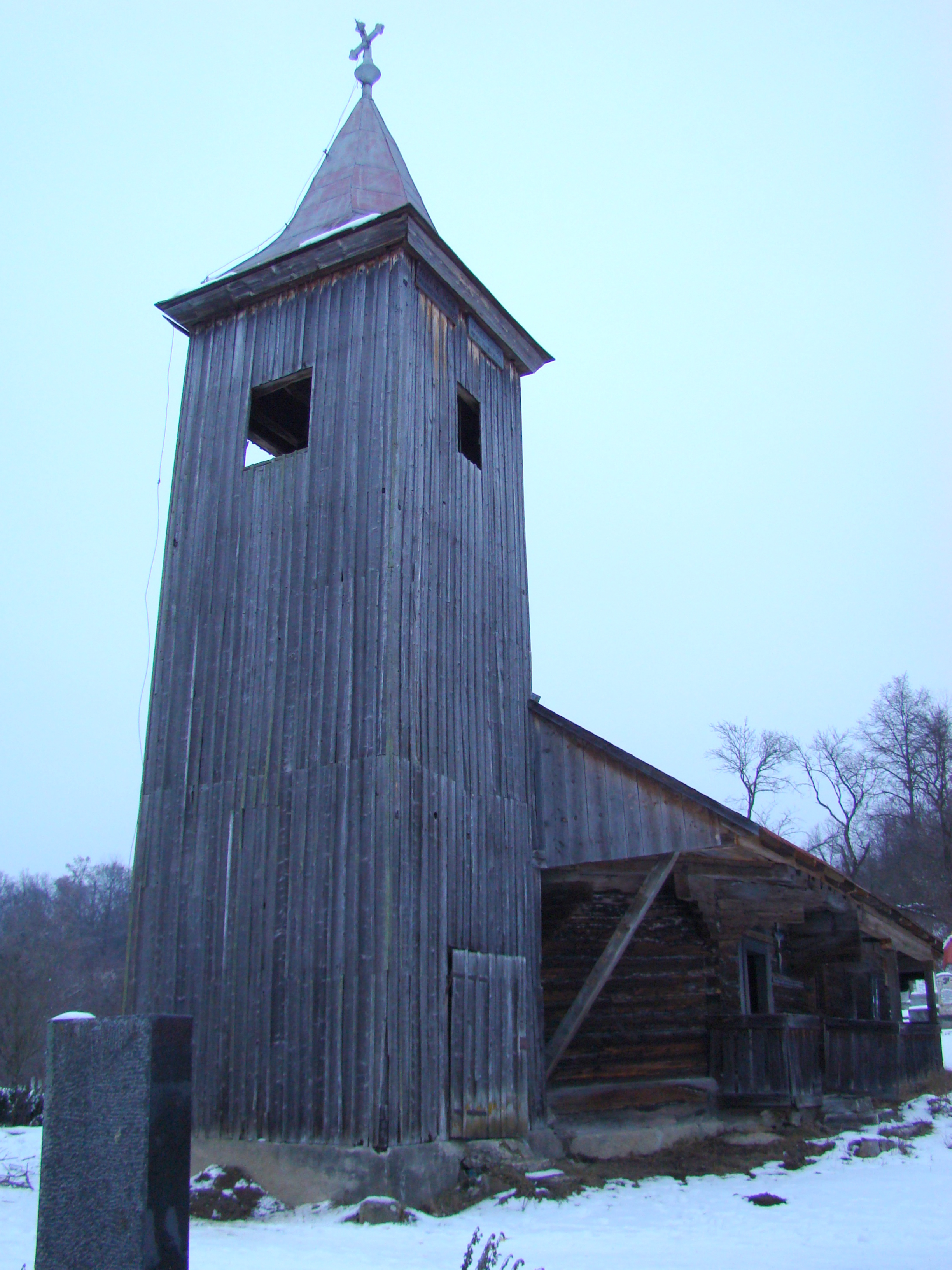
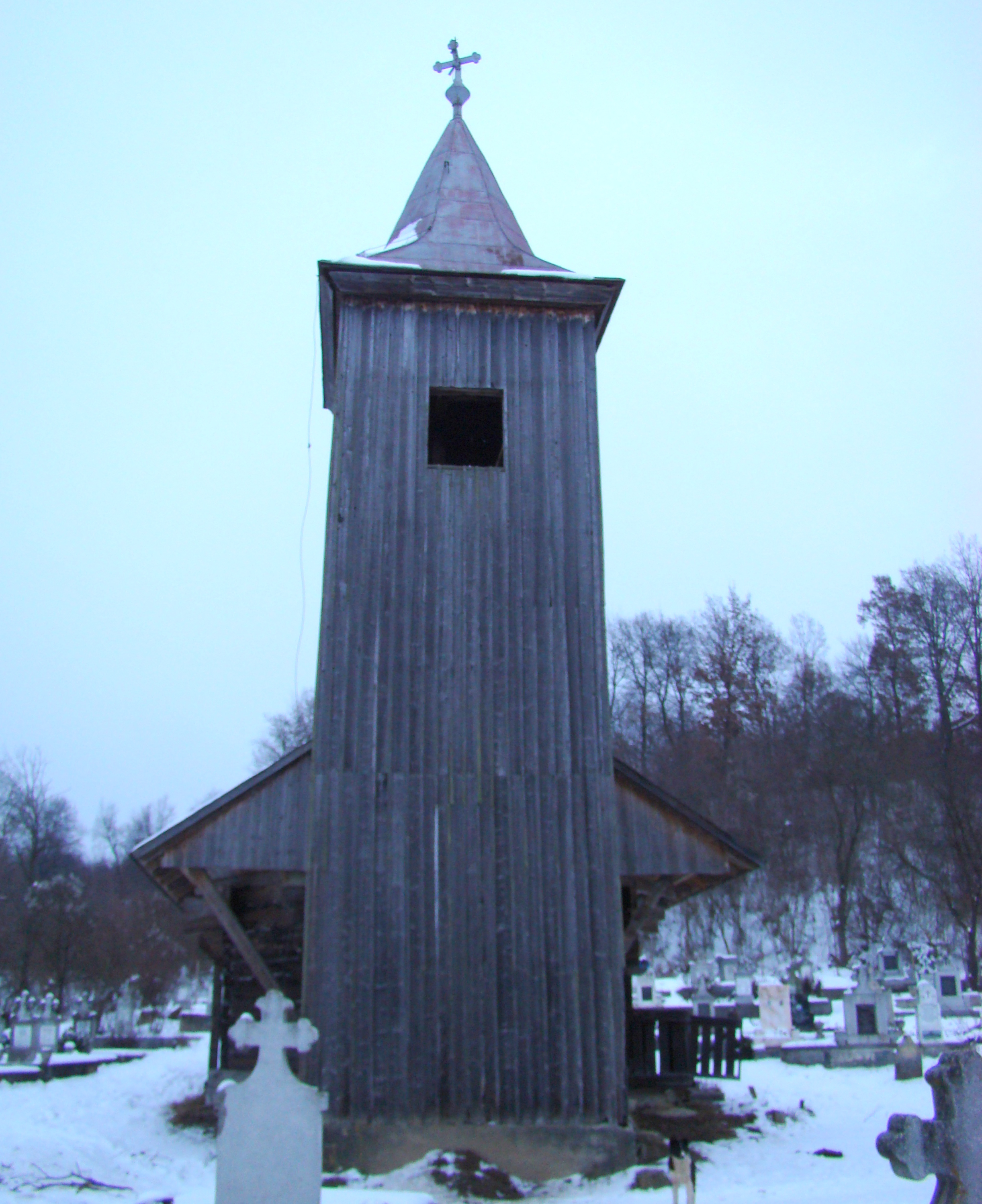
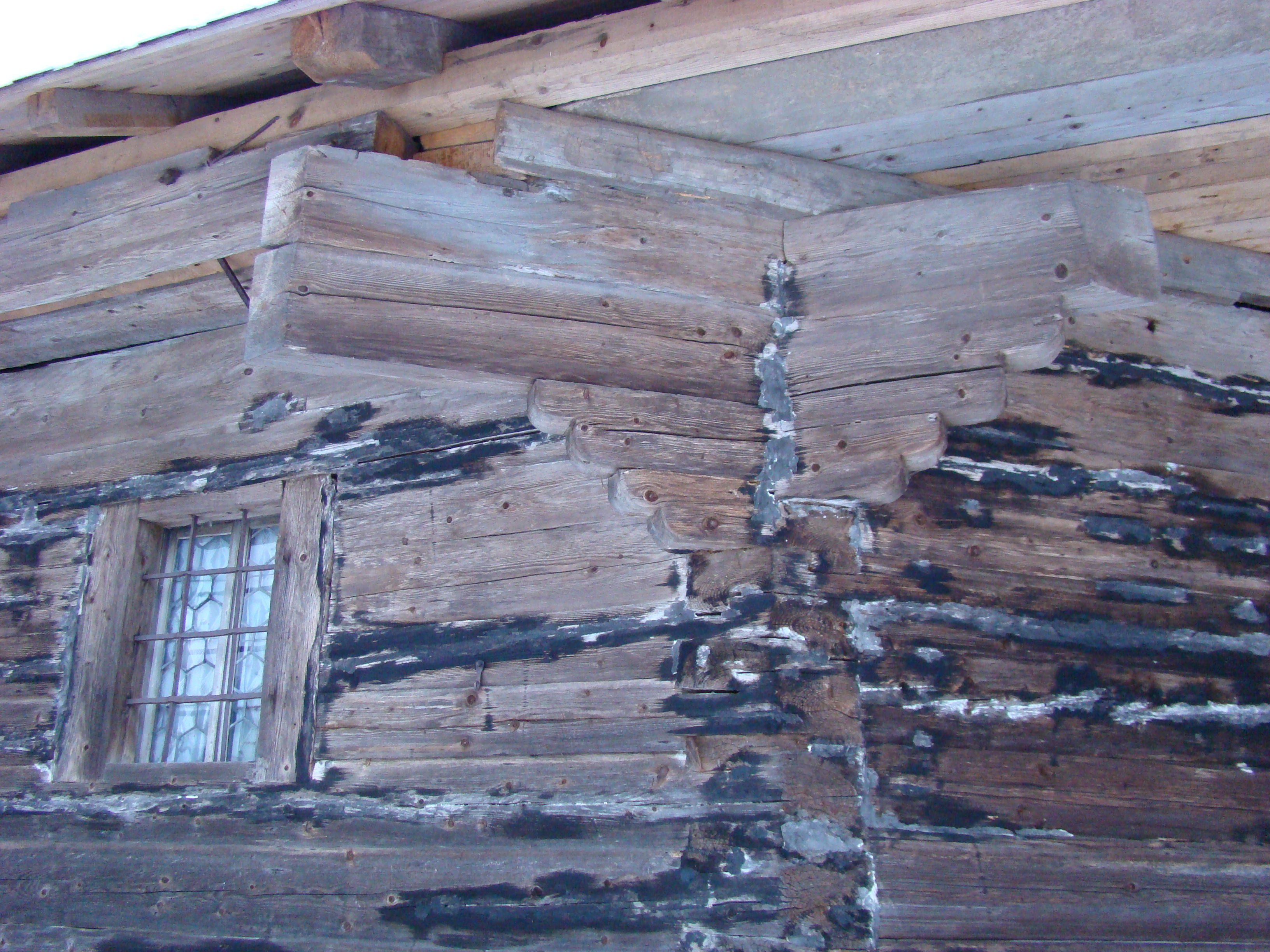
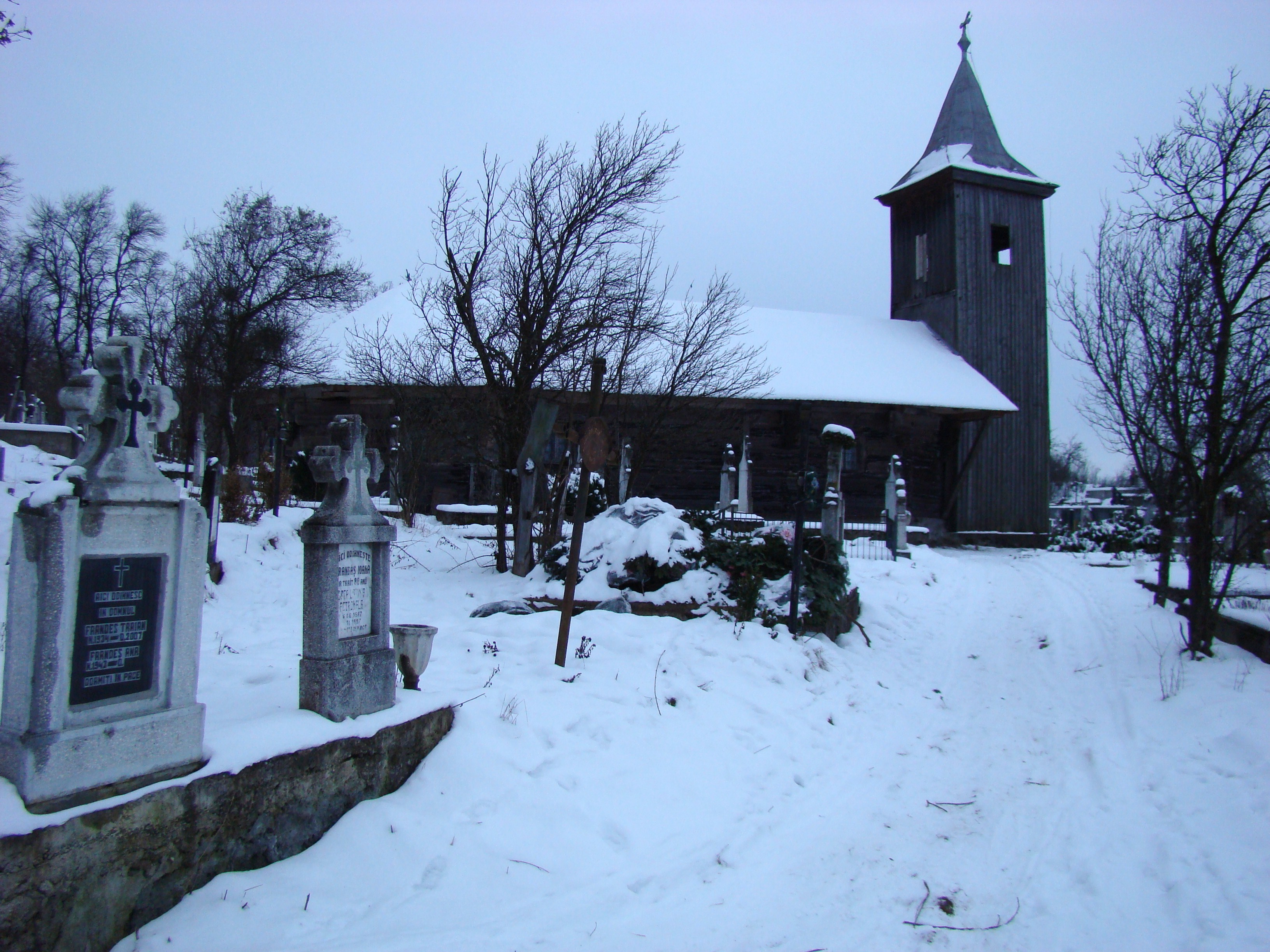
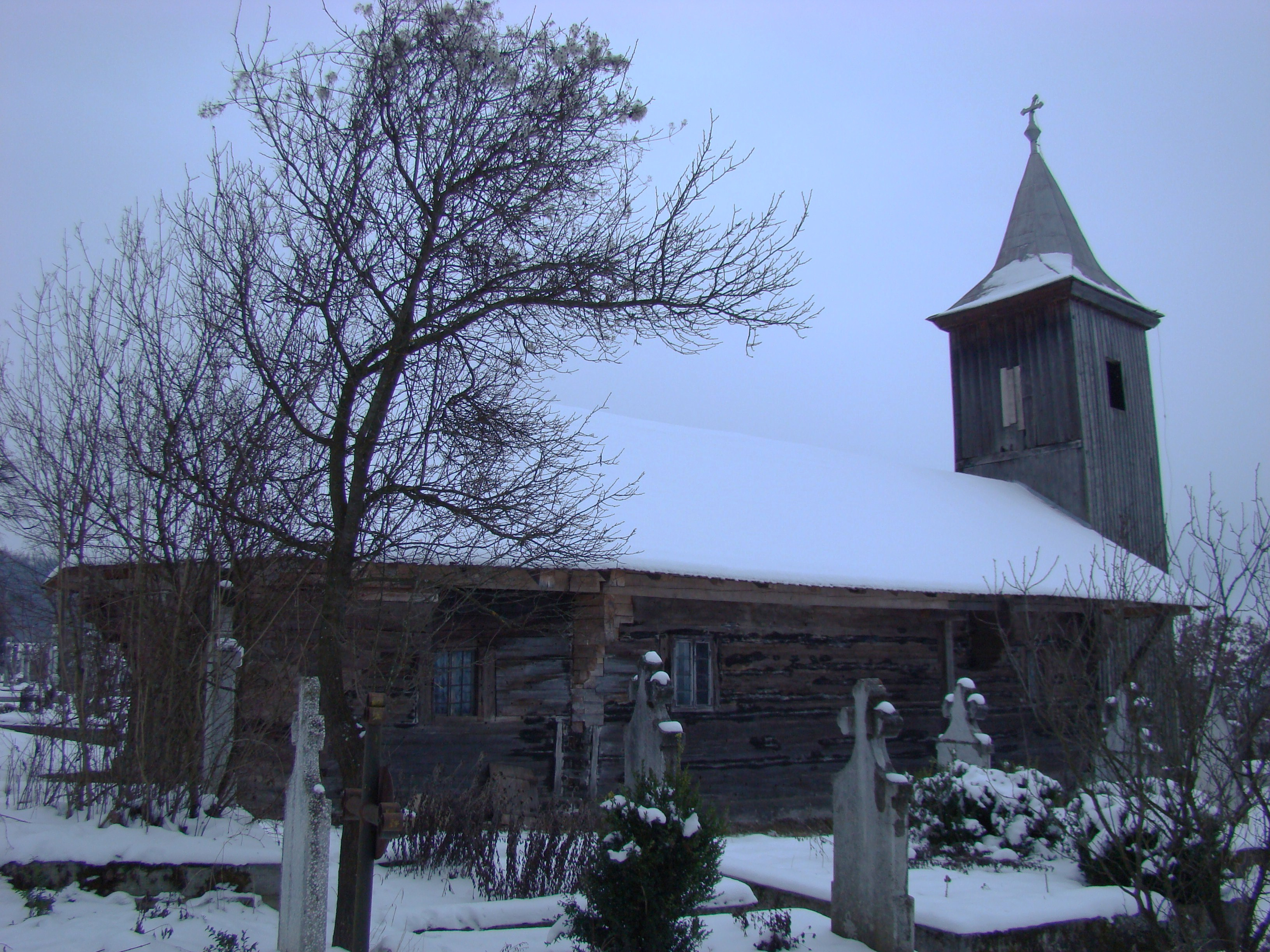
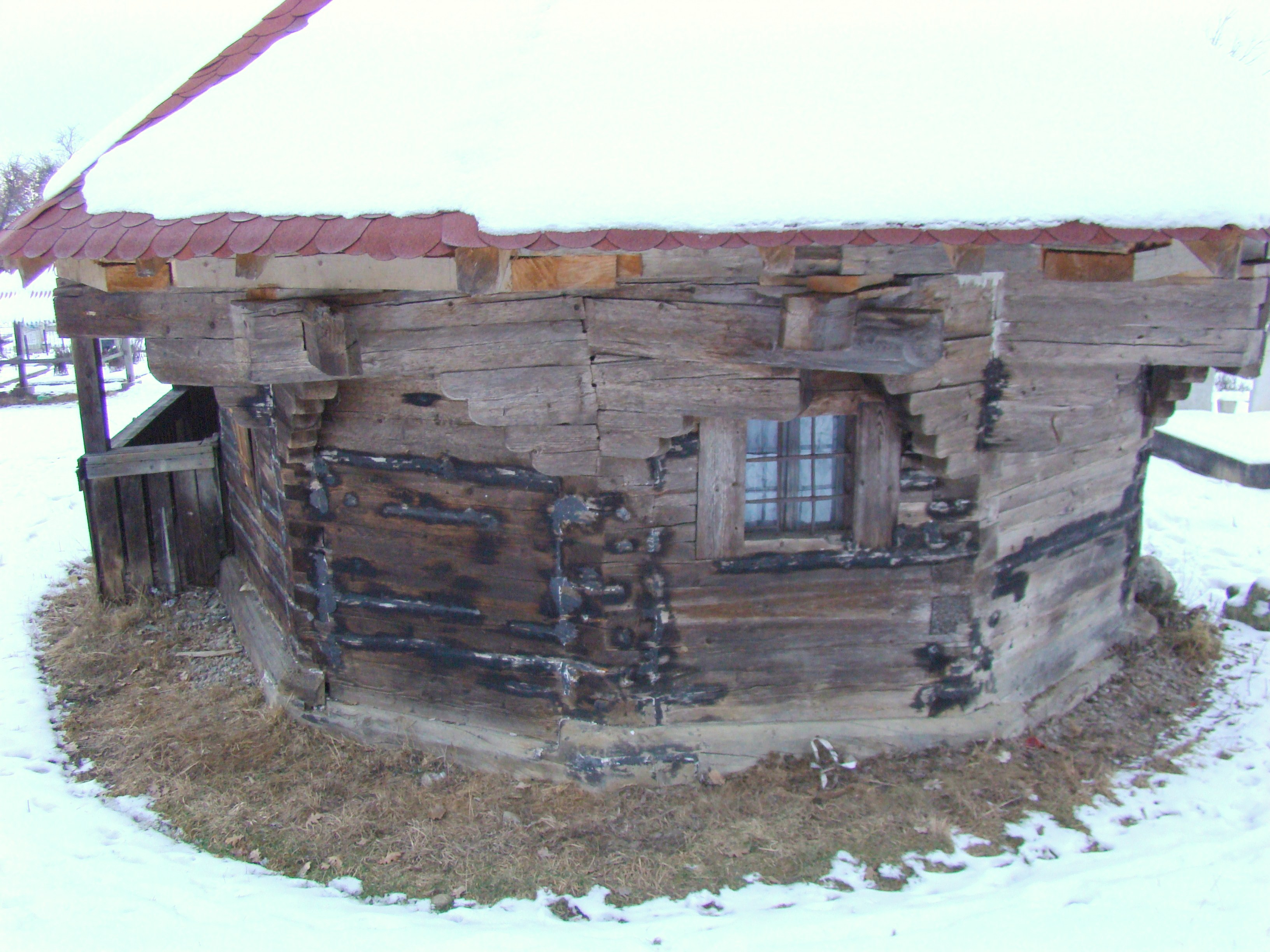
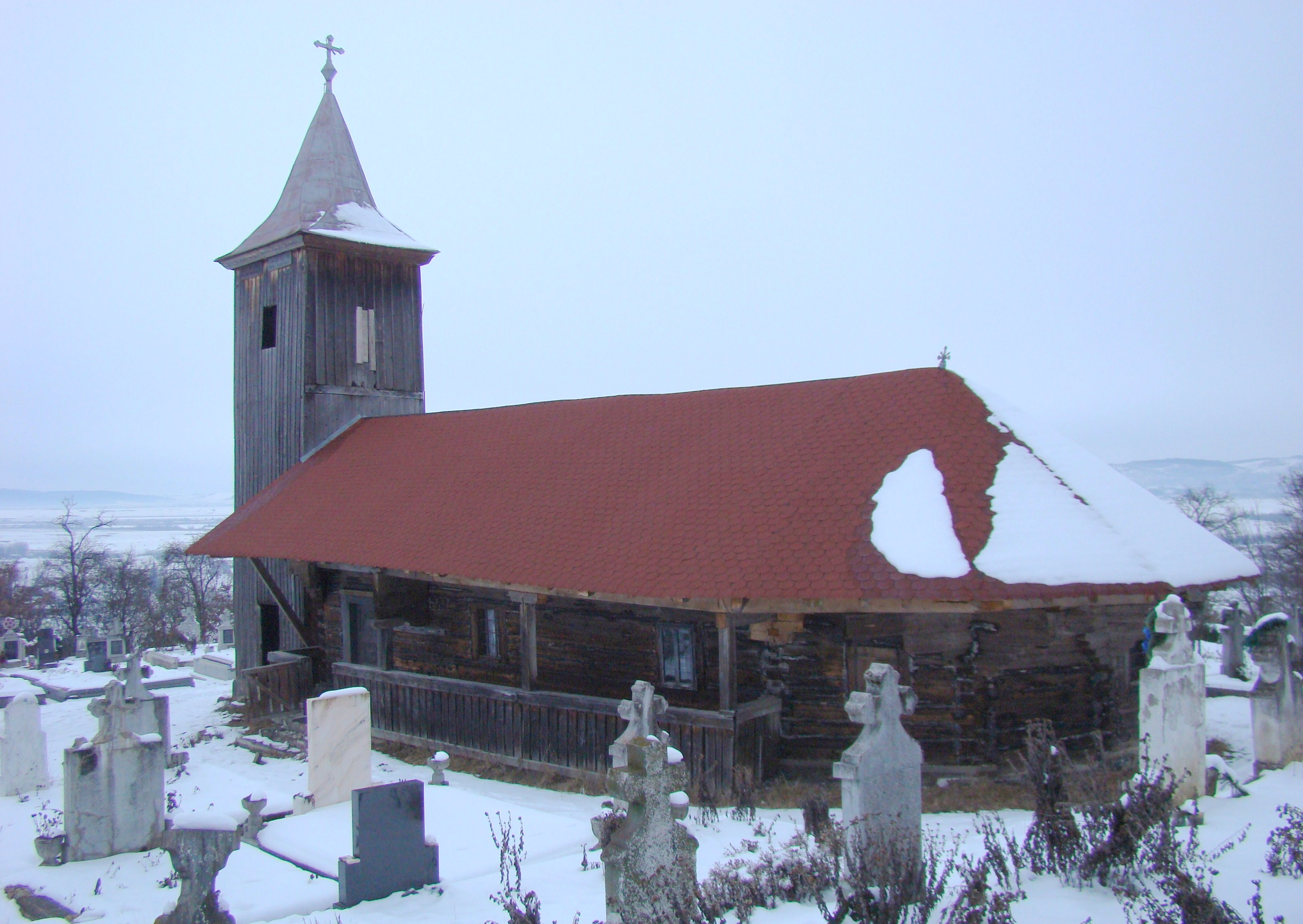
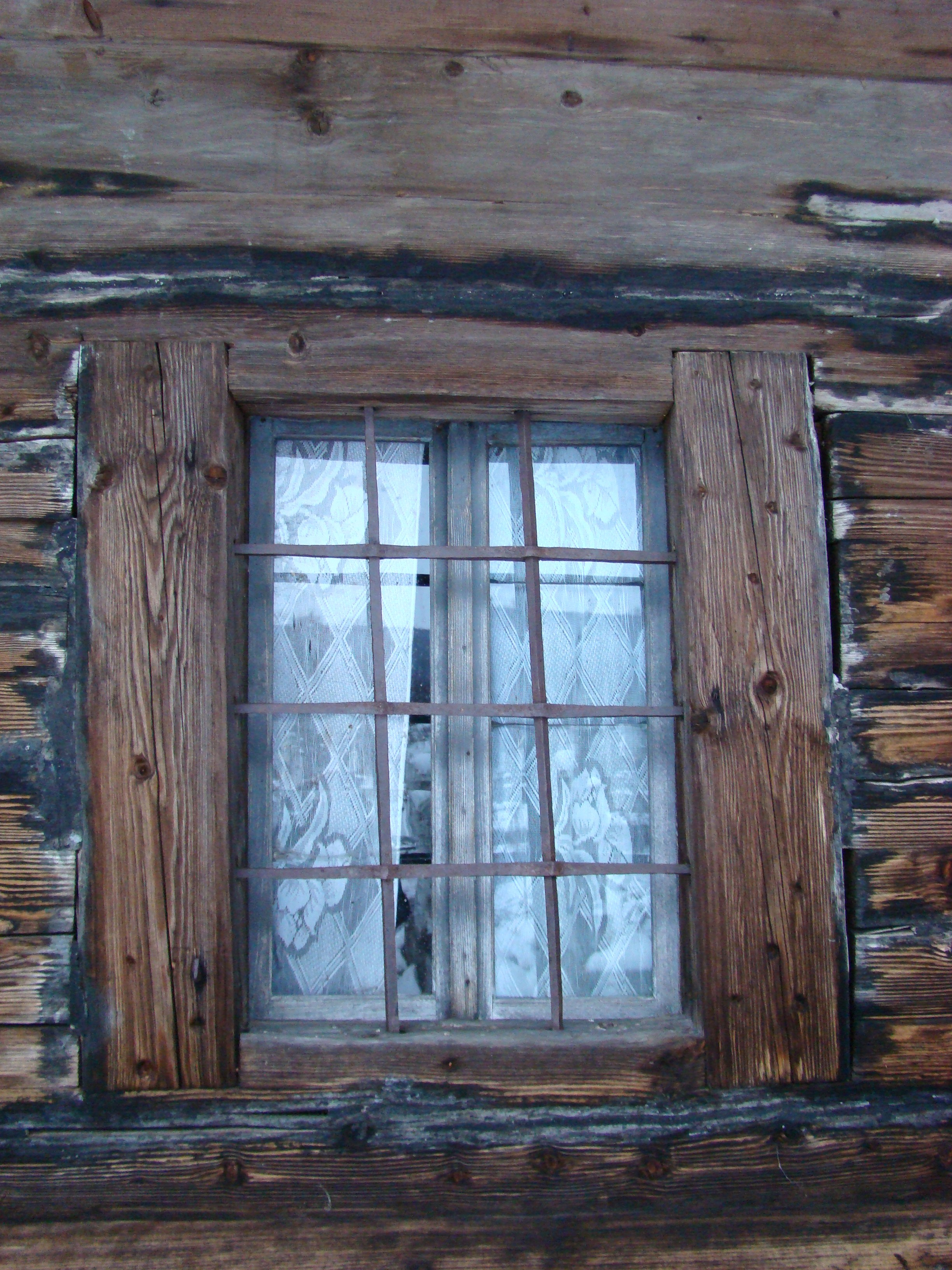
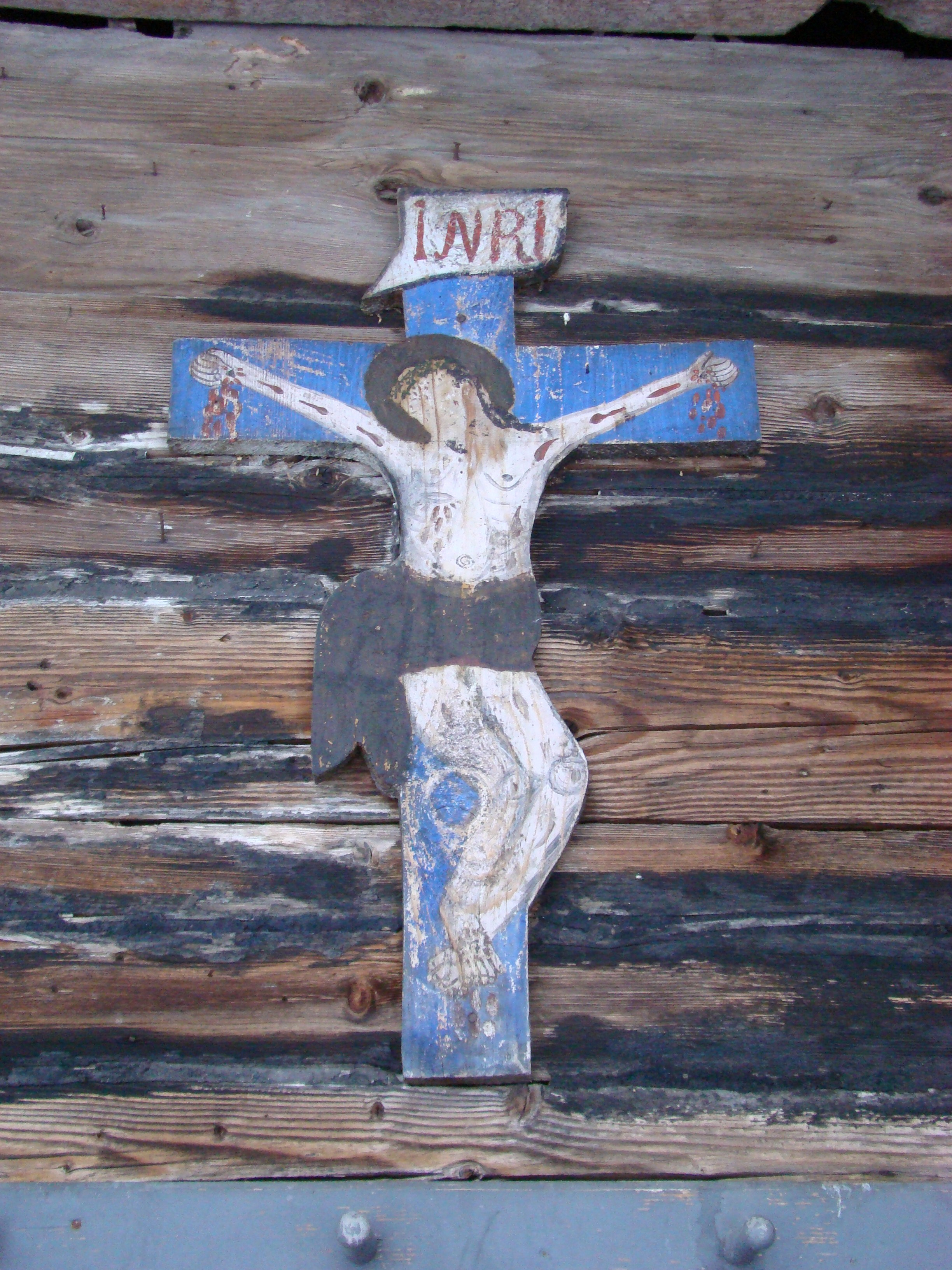
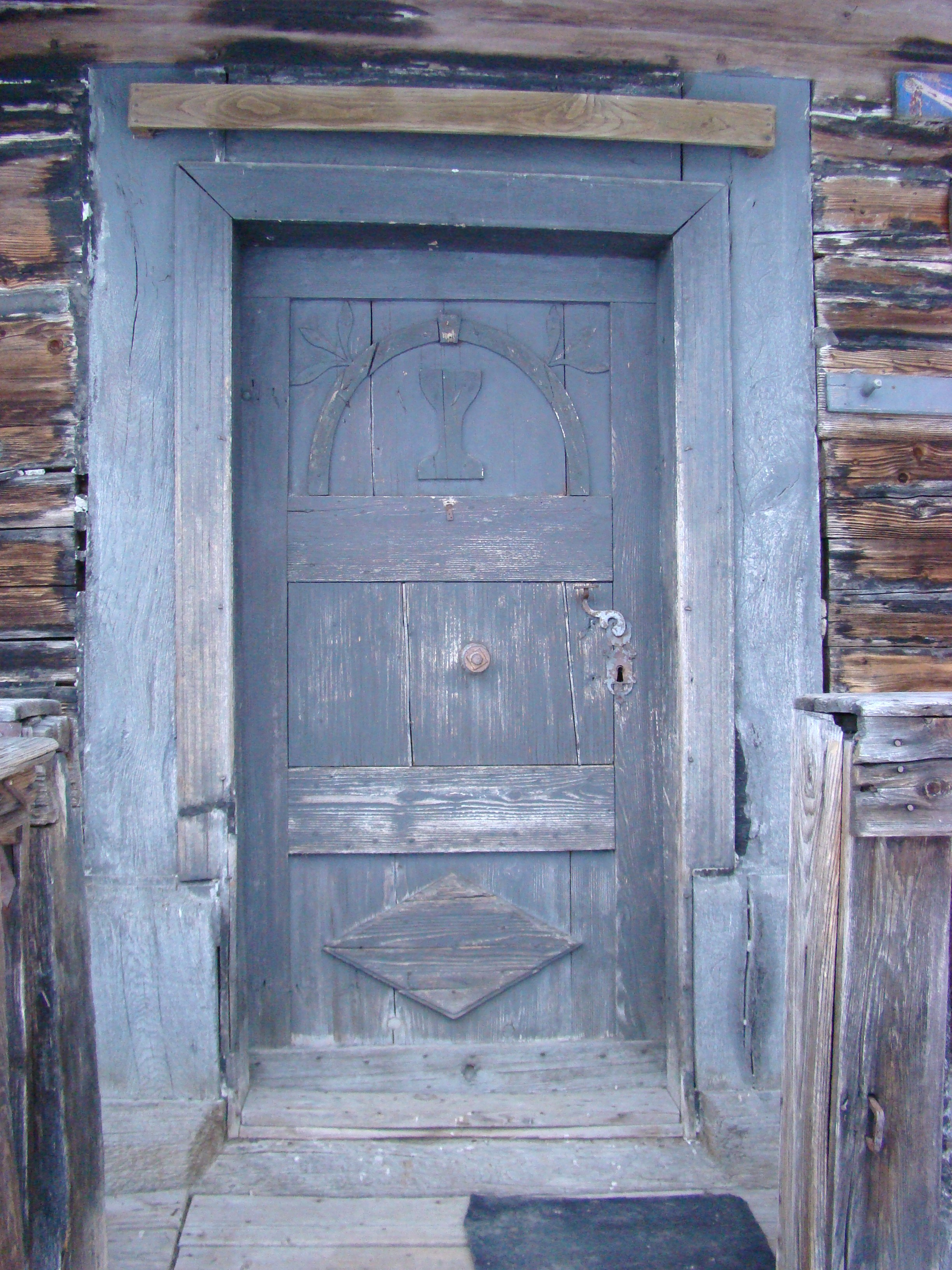
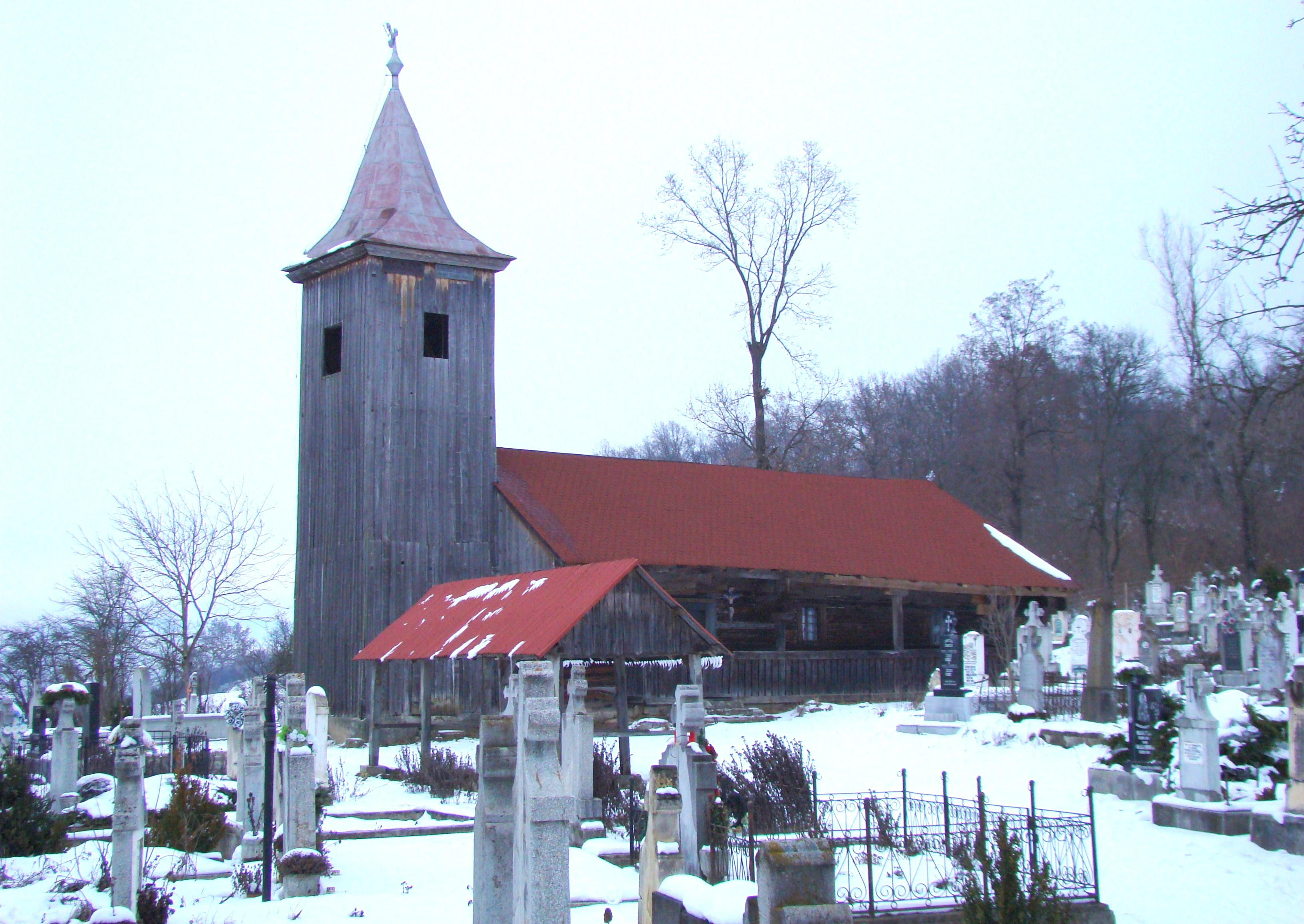
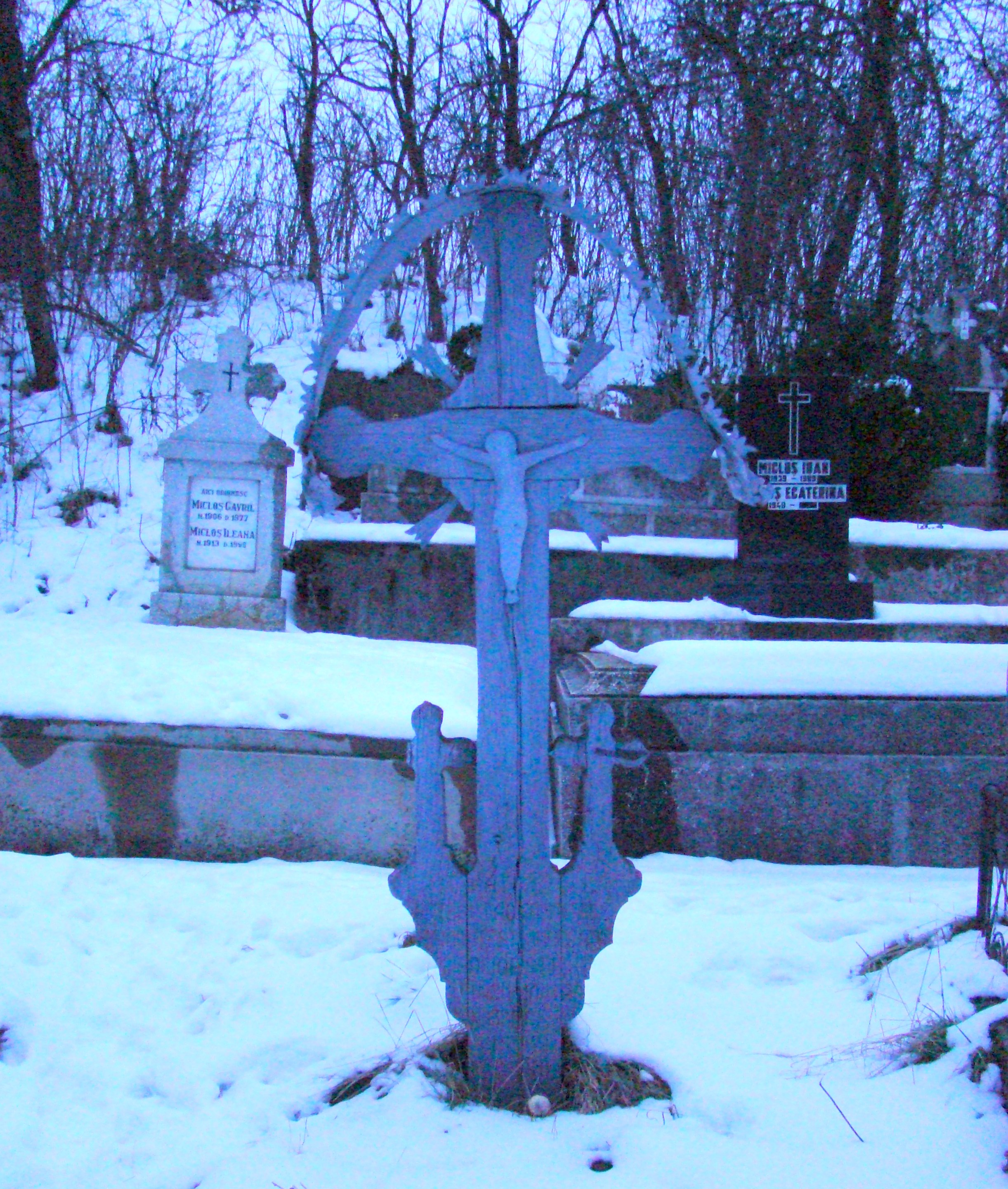
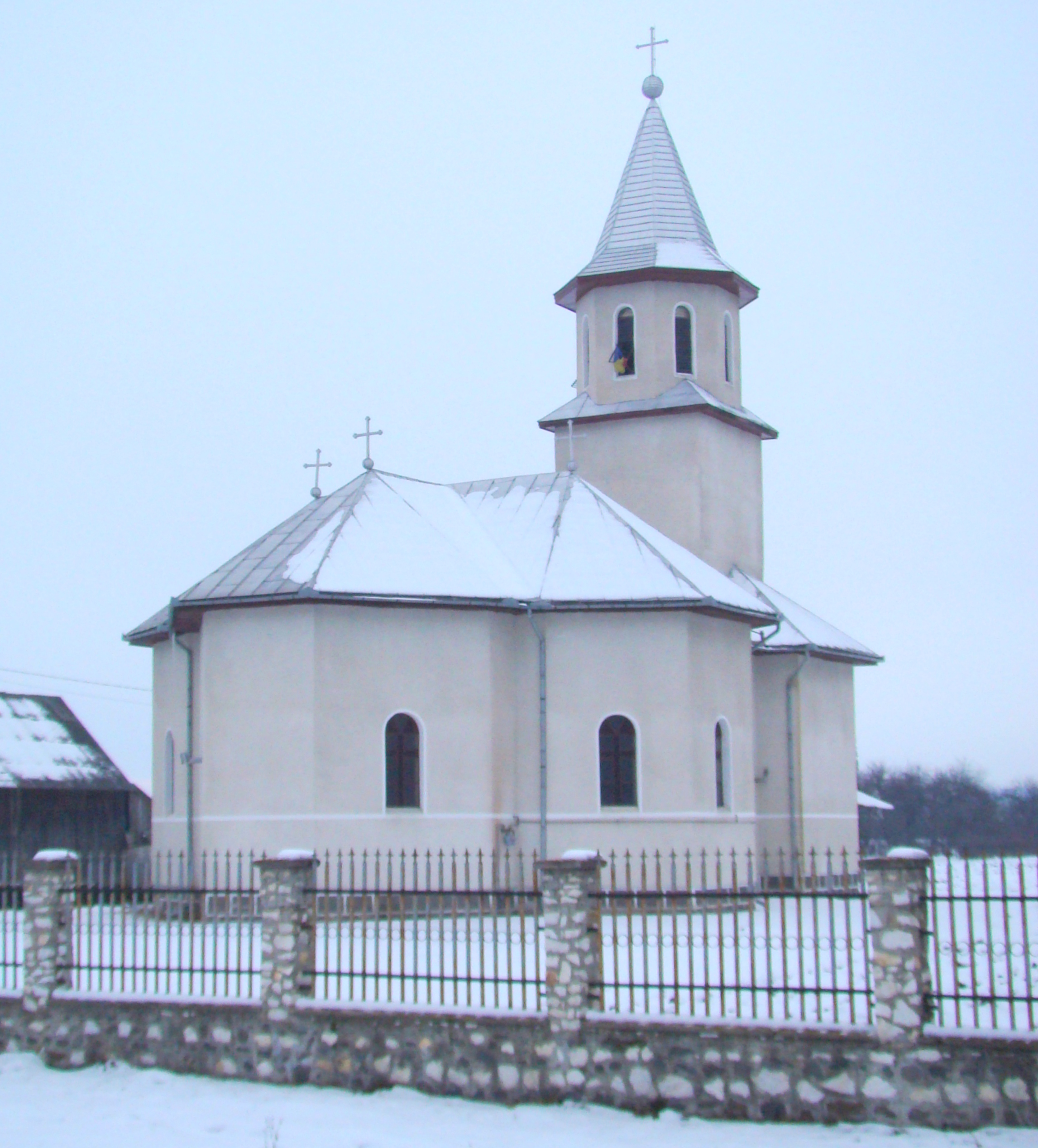
Biserica de zid „Înălțarea Domnului”